# Paolo Panceri
Paolo Panceri (Milano, 23 agosto 1833 – Napoli, 12 marzo 1877) è stato uno zoologo e anatomista italiano.
Fu autore di contributi specialistici in anatomo-fisiologia della bioluminescenza, in anatomia comparata dei vertebrati e in malacologia ed elmintologia. Fondò e diresse a Napoli il Gabinetto di anatomia comparata della Regia Università e fu il primo titolare della cattedra, appena istituita, per l'insegnamento di questa disciplina.

## Biografia
Paolo Panceri nacque da Emmanuele e da Rosalba Arrigoni. Compiuti i primi studi a Milano, conseguì la licenza liceale al Liceo municipale di Sant'Alessandro (poi Liceo Cesare Beccaria dal 1865), per poi iscriversi alla facoltà di medicina dell'I. R. Università di Pavia, destinato a diventare medico, come lo era suo padre e come lo era stato suo nonno.

### La laurea in medicina e gli inizi della carriera accademica a Pavia
Panceri si laureò in medicina il 10 febbraio 1856, ma non avrebbe esercitato la professione se non brevemente, come medico volontario all’Ospedale di Milano, curando i soldati feriti durante la seconda guerra d’indipendenza, nel 1859.

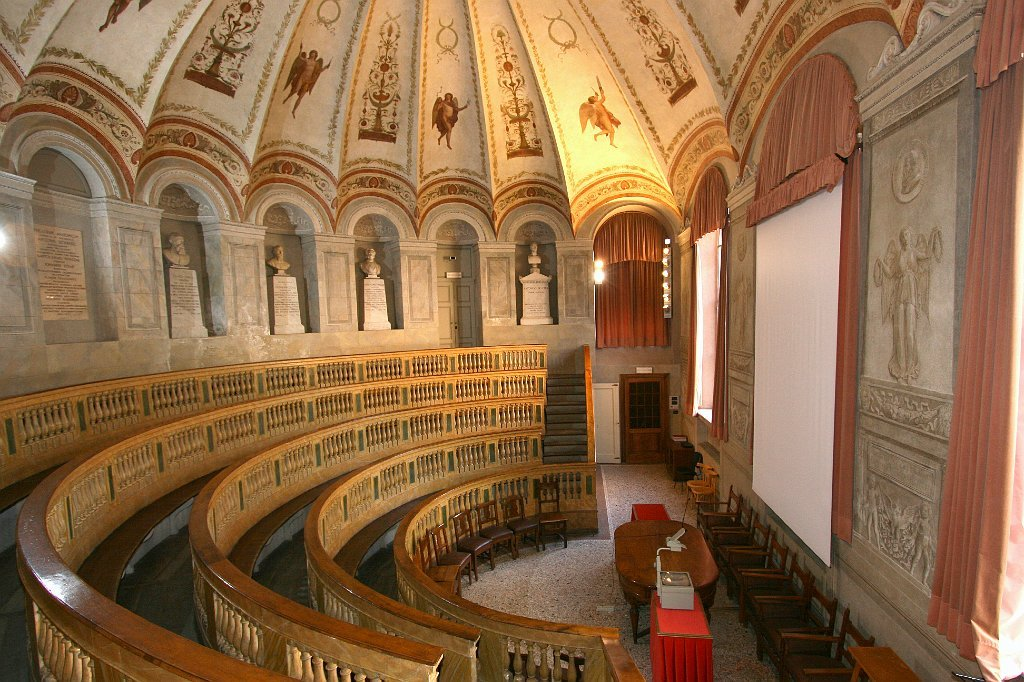
Il Teatro anatomico della R. Università di Pavia

La sua passione per zoologia e l'anatomia comparata, maturata durante gli anni universitari, avevano deviato infatti i suoi interessi scientifici e professionali dalla medicina allo «studio della storia della natura» a cominciare dalla scelta dell'argomento della dissertazione inaugurale per conseguire la laurea dottorale. Tema della dissertazione, dedicata a Emilio Cornalia, fu l'apparecchio respiratorio, che Panceri trattò dal punto di vista anatomo-comparato, ripercorrendone la storia a partire dai «mezzi di respirazione nell'uovo» ed estendendo lo studio «a tutta la scala animale».
Fu così che, appena laureato, Panceri ottenne l'incarico di assistente alla cattedra di Giuseppe Balsamo Crivelli e fu riconfermato nel 1860, quando fu anche nominato professore reggente di storia naturale presso il R. Liceo di Pavia. Nel 1860-61 tenne un corso libero di anatomia comparata all'Università di Pavia, inaugurandolo con una dotta prelezione e, a soli ventotto anni, ottenne per concorso l'eleggibilità a titolare di cattedra sia per questo insegnamento, sia per quello di zoologia. Nominato dapprima alla R. Università di Bologna per anatomia comparata ottenne poi, per interessamento di Salvatore Tommasi e su richiesta del ministro Francesco De Sanctis, la stessa cattedra, appena istituita alla R. Università di Napoli, destinazione che Panceri aveva auspicato nella speranza che la mitezza del clima della città giovasse alla sua salute, compromessa da congeniti problemi respiratori.
La nomina di Panceri attuava comunque uno dei punti centrali della riforma dell'Università di Napoli voluta, tra il 1860 e il 1861, da Francesco De Sanctis. Nelle intenzioni dell'allora direttore dell'Istruzione pubblica (poi ministro dal 17 marzo del 1861) era prevista infatti la sostituzione di parte del preesistente personale docente con studiosi formatisi nelle Università dell'Italia settentrionale, scelti con il criterio della rigorosa valutazione delle competenze.

### L'arrivo a Napoli e la fondazione del Gabinetto di anatomia comparata
Panceri arrivò a Napoli ai primi di novembre del 1861 con il «gravoso impegno di fondare dal niente il suo istituto».
«Guadagnatosi le simpatie e l'aiuto del Rettore Giuseppe De Luca e di molti colleghi», Panceri costituì il primo nucleo del futuro museo esponendo le raccolte osteologiche di Antonio Nanula e di Stefano delle Chiaje, e le numerose preparazioni di Sebastiano Richiardi, relative ai sistemi circolatorio vegetativo e riproduttivo, ottenute da Gennaro Barbarisi, direttore del Gabinetto di Anatomia umana, annesso alla vecchia cattedra di Anatomia generale e patologica.
Le collezioni furono collocate in due ampie sale, al terzo piano del complesso monumentale ex gesuitico della Casa del Salvatore, messe a disposizione dal direttore del Gabinetto di Fisiologia sperimentale, il fisiologo Giuseppe Albini.
Successivamente, in seguito al trasferimento dell'Istituto di Fisiologia, il Gabinetto di Anatomia poté ampliarsi occupando nuovi locali e arricchendosi delle collezioni di Gennaro Barbarisi, Oronzo Gabriele Costa e, soprattutto, dei preparati originali via via allestiti dallo stesso Panceri, dal suo primo coadiutore Francesco Lucarelli, dal preparatore (poi coadiutore) Leone De Sanctis e, successivamente, anche da Pietro Pavesi, Francesco Gasco e Vincenzo Alesi.
Ma «ad avviare decisamente la costituzione del Gabinetto» fu, nel 1862, il fondo primitivo d'impianto, un contributo straordinario di 15.000 lire (poi ridotto del 10%) concesso a Panceri dal Rettore che era riuscito a ottenere dal ministro dell'Istruzione nel terzo governo Cavour, Terenzio Mamiani della Rovere, lo storno sull'Università napoletana di un cospicuo avanzo d'amministrazione del ministero.

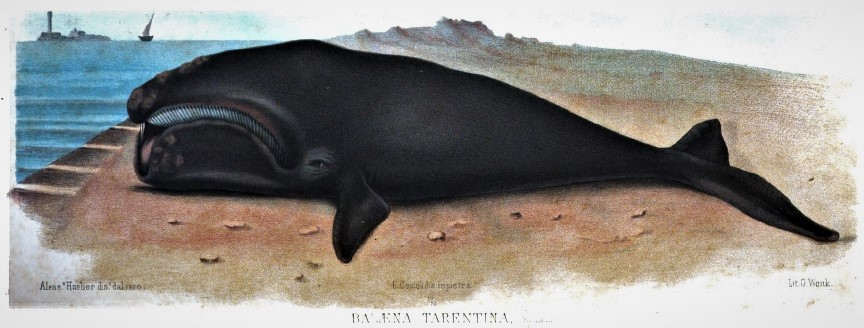
La Balena di Taranto nel disegno dal vero di Alessandro Hueber (Capellini, 1877)

E così nel maggio del 1862, meno di un anno dopo l'arrivo di Panceri a Napoli, il Gabinetto di anatomia comparata poteva dirsi costituito, tanto che ricevette in visita il principe Gerolamo Napoleone, il Presidente del Consiglio dei ministri Urbano Rattazzì, il Ministro della Pubblica Istruzione Carlo Matteucci e, nel novembre dello stesso anno, fu aperto al pubblico.
Negli anni a seguire, e fino alla prematura morte di Panceri, il nuovo Museo continuò ad ampliarsi così che nel 1864 «fu necessario di condurre a fine una nuova ala di fabbricato [...] nella quale trovò opportuno collocamento e sviluppo il laboratorio di ogni cosa necessaria provvisto».
Al contempo Panceri, «col coltello anatomico e colla penna» si adoperò per aumentare il patrimonio museale che crebbe grazie alle acquisizioni e alle donazioni, grazie al lavoro interno di allestimento di preparati e grazie, soprattutto, a una intensa attività di scambio con musei e istituzioni scientifiche italiane e straniere. Particolarmente proficui furono gli scambi con il Museo Civico di Storia Naturale di Milano di cui, dal 1866, era diventato direttore Emilio Cornalia, legato a Panceri da antica amicizia.
In cambio delle numerosissime specie della fauna marina del golfo di Napoli, arrivarono al museo di Panceri esemplari della fauna lombarda, e numerose specie di grossi mammiferi e di animali esotici dei quali a Milano esistevano duplicati, e che invece mancavano a Napoli, anche nel Museo zoologico.
Nel 1868, a sette anni dalla fondazione, Panceri pubblicò un primo Catalogo sistematico del Gabinetto di Anatomia Comparata nel quale erano riportati duemila preparati di anatomia macroscopica, che sarebbero diventati tremila nel 1872 e quattromila il 5 marzo 1877 con la messa a catalogo dell'ultimo preparato allestito da Panceri, pochi giorni prima della sua morte.
Tra i reperti acquisiti da Panceri al Gabinetto di Anatomia comparata figurava, tra i più importanti, lo scheletro della Balena di Taranto, che sarebbe diventato il primo ed unico esemplare completo, conservato in un museo, di balena franca boreale presa viva nel Mediterraneo. Fu catturata nel Mar Piccolo di Taranto il 9 febbraio 1877 e il suo scheletro fu acquistato dall'Università di Napoli l'8 aprile seguente. Con una lettera al Ministro della Pubblica Istruzione, una relazione e una istanza, Panceri fu il promotore della trattativa di cui non riuscì però a vedere la conclusione, né poté partecipare allo studio, alla preparazione e all'esposizione dello scheletro montato, a causa della sua morte prematura.
Partito dal nulla, il Gabinetto di Anatomia comparata di Panceri era diventato così «uno dei più ricchi d'Italia e fra i maggiori così per l'importanza, come per il numero delle preparazioni» nonché meta obbligata di ricercatori e studiosi della fauna marina, prima della fondazione della Stazione zoologica di Anton Dohrn.

### I viaggi in Egitto del 1872-73 e del 1873-74
Avviato il nuovo museo, ormai sufficientemente ricco di reperti, sul finire del 1872 Panceri ebbe modo di realizzare il suo «vecchio sogno» di un viaggio scientifico in Africa.

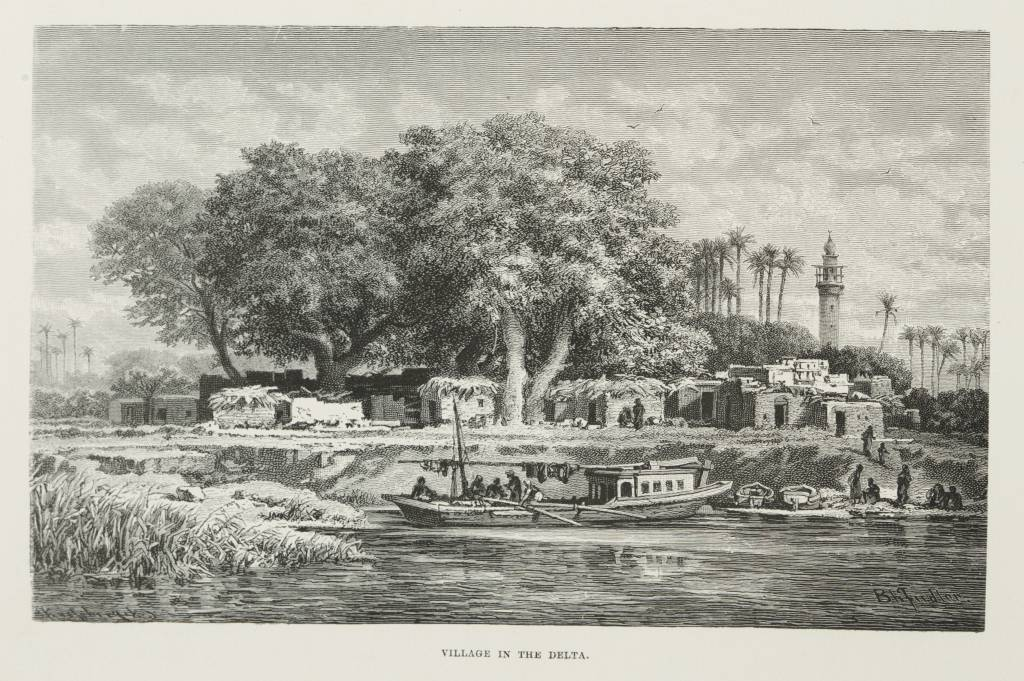
Villaggio nel delta del Nilo

Ma a portarlo in Egitto, e a trascorrervi lì tutto l'inverno, non fu soltanto il suo profondo interesse per l'Africa «inesauribile serbatoio di esseri animati per lo zoologo», furono piuttosto i suoi problemi respiratori. L'acuirsi infatti della sua malattia aveva indotto i medici a vietargli l'attività didattica e il lavoro al museo e a consigliargli di passare la cattiva stagione sotto un clima «più caldo e più costante di quello napoletano».

 
Autorizzato dal Rettore, Luigi Settembrini, Panceri partì per Il Cairo accompagnato da Francesco Gasco che era diventato nel 1871 suo coadiutore, subentrando a Leone De Santis, passato alla cattedra di Anatomia comparata e zoologia dell'Università di Roma.

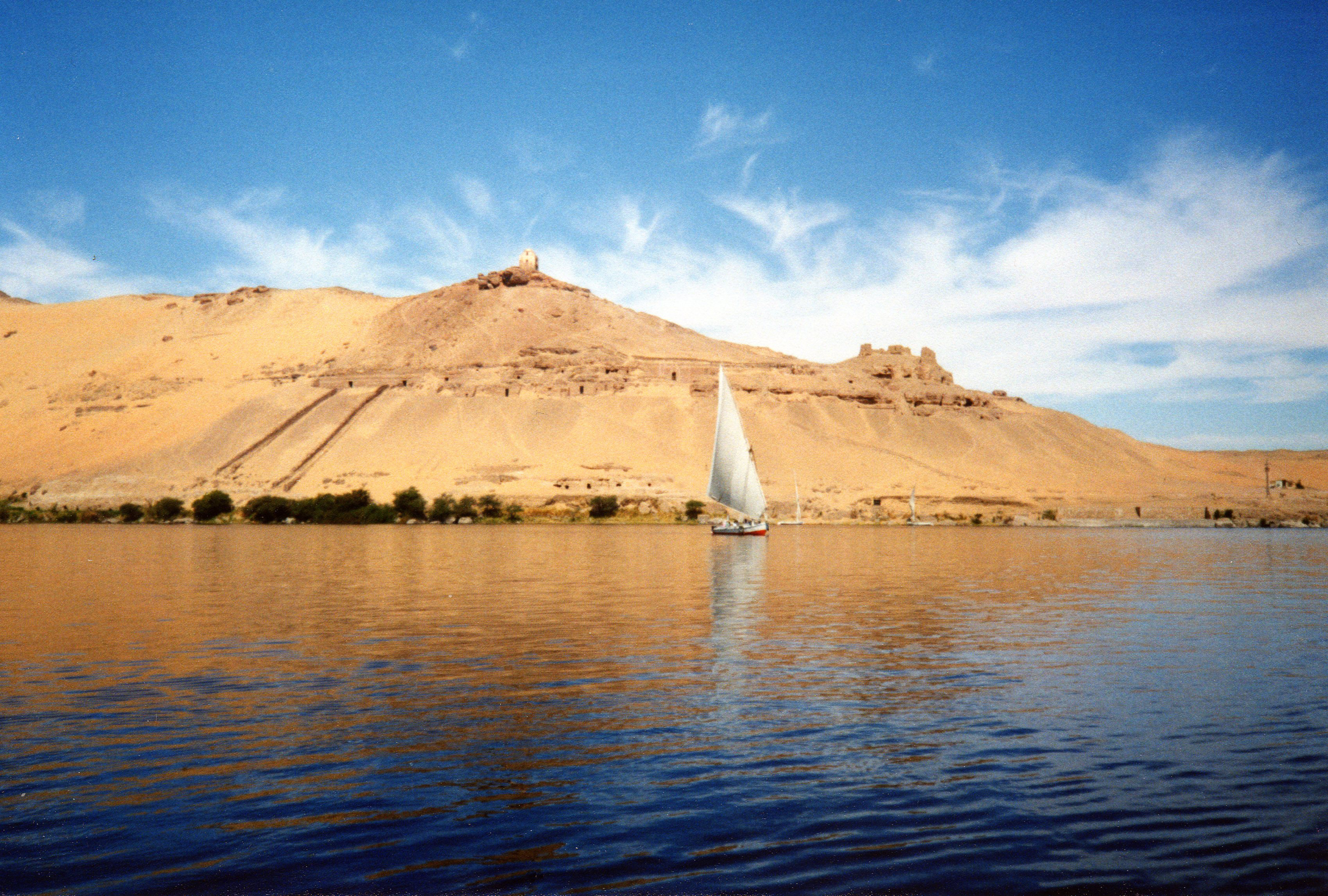
Il Nilo presso Assuan

Durante la lunga permanenza tra Alessandria, Suez e Il Cairo, Panceri e Gasco condussero numerose escursioni scientifiche nel basso Egitto, per lo studio della fauna locale e per la raccolta di esemplari che sarebbero poi andati ad arricchire le collezioni zoologiche e anatomiche del Gabinetto di Anatomia comparata di Napoli e di quelle di altre Università e musei italiani.
L'effetto benefico del clima egiziano, nonché la ricchezza delle collezioni raccolte, convinsero Panceri e Gasco a tornare in Egitto nell'inverno del 1873, allettati anche dalla «regale promessa», fatta dal Chedivè d'Egitto, S.A. Ismāʿīl Pascià, al console italiano Giuseppe De Martino, di offrire ai due naturalisti la disponibilità gratuita di un battello a vapore per una crociera scientifica sul Nilo, qualora accompagnati «da alcuni altri italiani che abbiano per iscopo lo studio della Fauna egiziana».
Assecondando la richiesta del Chedivè, Pancerì coinvolse nella spedizione l'entomologo Achille Costa, il direttore del Museo civico di storia naturale di Milano Emilio Cornalia, l'ittiologo Cristoforo Bellotti, il marchese Luigi Crivelli, esperto cacciatore, e Luigi Biassoni, preparatore del Museo civico.
Il 29 gennaio del 1874, il gruppo si imbarcò da Il Cairo sul Nasef-Kere e, per un mese e mezzo, risalì il Nilo fino alla sua prima cateratta, e all'isola di File presso Assuan nell'alto Egitto, al confine con la Nubia.
Così come nella precedente spedizione, quando ventidue casse di preparati zoologici e anatomici furono inviati dall'Egitto, anche per questo secondo e ultimo soggiorno di Panceri in Africa furono portate a Napoli venti casse di reperti prevalentemente zoologici, preparati sia a secco che in soluzione.

### L'amicizia con Dohrn e il contributo di Panceri alla fondazione della Stazione zoologica
Panceri e Anton Dohrn si conobbero, probabilmente, nei primi mesi del 1870, poco dopo l'arrivo a Napoli dello zoologo tedesco che, reduce dall'esperienza messinese, aveva maturato la decisione «di fondare un grandioso acquario a Napoli, le cui entrate bastassero a mantenere un laboratorio di corrispondente vastità».

Per realizzare il suo progetto Dohrn aveva bisogno di una buona accoglienza presso le autorità comunali napoletane e del favore dell'ambiente universitario, E a chi rivolgersi, allora, se non a Panceri, accademico dei più influenti nella Napoli del secondo ottocento e abituale consulente del Comune per le questioni scientifiche? E Panceri non deluse le aspettative. Da «personalità nobile e libera» diede in effetti il primo e più significativo contributo alla nascita della nuova istituzione scientifica.

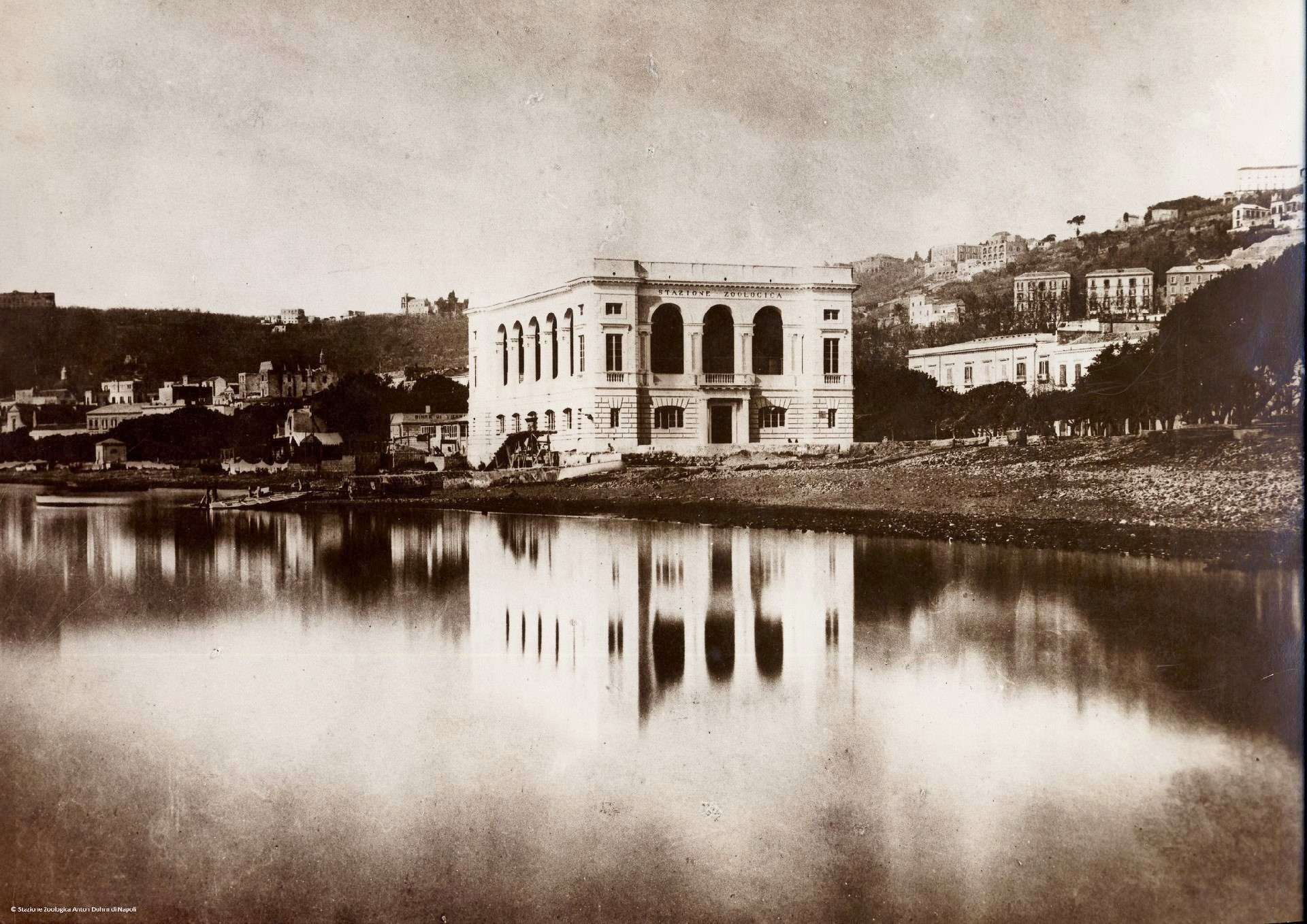
Il primo fabbricato della Stazione zoologica di Napoli, corrispondente al blocco centrale dell’attuale edificio. Edificato a partire dal marzo del 1872, lungo l’antica linea di costa, nel borgo di Mergellina nel quartiere Chiaia, fu completato nel settembre del 1873

Pur continuando ad avere grande prudenza nei confronti delle teorie darwiniane, intorno all'origine delle specie e dell'uomo, e pur scettico verso gli stessi presupposti teorici alla base dell'orientamento scientifico di Dohrn, da lui definito un «darwinista accanito» che «vuole pousser le chose all'estremo», Panceri aveva intuito quale enorme beneficio avrebbero avuto gli studi zoologici a Napoli se il progetto di Dohrn fosse andato a buon fine. La Stazione zoologica significava laboratori attrezzati, una biblioteca specializzata, un acquario a corrente continua di acqua di mare e, non ultima, la garanzia di una grande disponibilità di materiale biologico, grazie alla quotidiana pesca scientifica bentonica e planctonica. Inoltre, l'arrivo a Napoli di studiosi da tutto il mondo, assegnatari dei tavoli di lavoro messi a disposizione da Dohrn e finanziati da governi e istituzioni scientifiche italiane e straniere, prometteva di essere, in ogni caso, una «bella fonte di lavori, qualunque sia stata l'idea primitiva del fondatore».

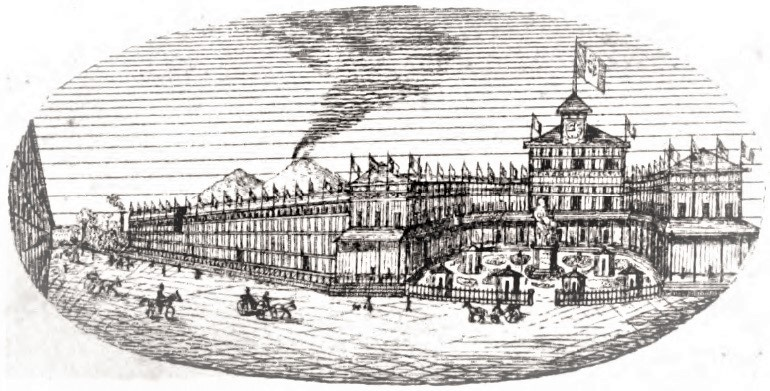
L’edificio sede dell'Esposizione internazionale marittima inaugurata a Napoli il 17 aprile del 1871. Progetto di Francesco Del Giudice

In quei primi mesi del 1870, Panceri era stato incaricato, insieme al botanico Nicola Pedicino, di occuparsi di un grande acquario illuminato che avrebbe dovuto essere una delle principali attrazione dell'Esposizione internazionale marittima che, prevista a Napoli per la primavera di quell'anno, sarebbe stata inaugurata solo il 17 aprile 1871, per lo scoppio della guerra franco-prussiana. Panceri riuscì a coinvolgere Dohrn che stipulò un accordo di collaborazione con il Presidente del comitato organizzatore, Francesco Del Giudice, impegnandosi a costruire e gestire a proprie spese l'acquario a condizione di poter riutilizzarne le attrezzature e avere in concessione gratuita l'area sulla riviera di Mergellina dove avrebbe avuto luogo l'esposizione, per iniziarvi i lavori della Stazione zoologica.
L'accordo si interruppe prematuramente, «per la poca sensibilità di Del Giudice», mentre intanto Panceri, «il primo patrocinatore presso il Municipio e presso il Governo», aveva stabilito quei proficui contatti con le autorità comunali che avrebbero, dapprima, portato Dohrn a presentare all'allora Sindaco di Napoli, Guglielmo Capitelli, il progetto della Stazione zoologica, con i disegni tecnici di Oscar Capocci e, successivamente, lo avrebbero visto condurre le lunghe trattative concluse il 13 marzo del 1872 con l'autorizzazione, finalmente concessa, all'inizio dei lavori.
Come ebbe a ricordare nel 1897 lo stesso Dohrn, nel celebrare il XXV anniversario della fondazione della Stazione zoologica: «Panceri fu il primo ad offrirmi il suo ajuto a Napoli, primo ad intendere quello che doveva essere la Stazione Zoologica, ed usò tutti i mezzi, che la posizione, il nome, e l'influenza sua gli davano, per spianare la via ai miei primi passi, che erano anche i più difficili. A lui si deve se la Stazione Zoologica poté sorgere qui in mezzo alla incantevole Villa nazionale».
L'11 marzo 1875 ci fu la solenne inaugurazione con un discorso di Dohrn a cui fece seguito quello di Panceri che espresse il suo «apprezzamento per Dohrn e la Stazione Zoologica e tracciò un appassionato bilancio del progresso della zoologia nell'ultimo secolo».

### Onorificenze accademiche e altri riconoscimenti
Panceri fu uno dei sessanta cavalieri del R. Ordine civile di Savoia e nel 1876 fu insignito del titolo di Commendatore del R. Ordine della Corona d'Italia.
In ambito accademico Panceri fu socio ordinario o corrispondente delle più prestigiose istituzioni scientifiche italiane e straniere. In particolare a Napoli fu socio ordinario residente dell'Accademia di Scienze Fisiche e Matematiche della Società Reale di Napoli, dell’Accademia Pontaniana, del R. Istituto d'Incoraggiamento per le Scienze Naturali, dell'Associazione naturalisti e medici per la mutua istruzione di cui fu anche presidente e fu membro onorario del Circolo degli Aspiranti Naturalisti.
In segno di stima quand'era in vita, e per renderne poi omaggio alla memoria, furono molti gli zoologi italiani e stranieri che vollero dedicargli nuove famiglie, nuovi generi o nuove specie.
A Panceri fu anche intitolato il Circolo Medico napoletano, di cui era stato presidente.

## Attività scientifica

### I primi contributi a Pavia
I primi contributi scientifici di Panceri, ancora studente universitario a Pavia, furono pubblicati sul Giornale di Malacologia, compilato a Milano per cura di Pellegrino Strobel. 
Tralasciando i due articoli, in cui Panceri riferì delle ricerche di Daniel C. Danielssen e J. Koren del Universitetsmuseet di Bergen, sullo sviluppo dei Pettinibranchi, i suoi primi lavori originali furono sulla natura dell'ectocotile dei Cefalopodi e sulle differenze anatomiche dell'apparato riproduttore di due specie affini di gasteropodi del genere Helix Linnaeus, 1758.

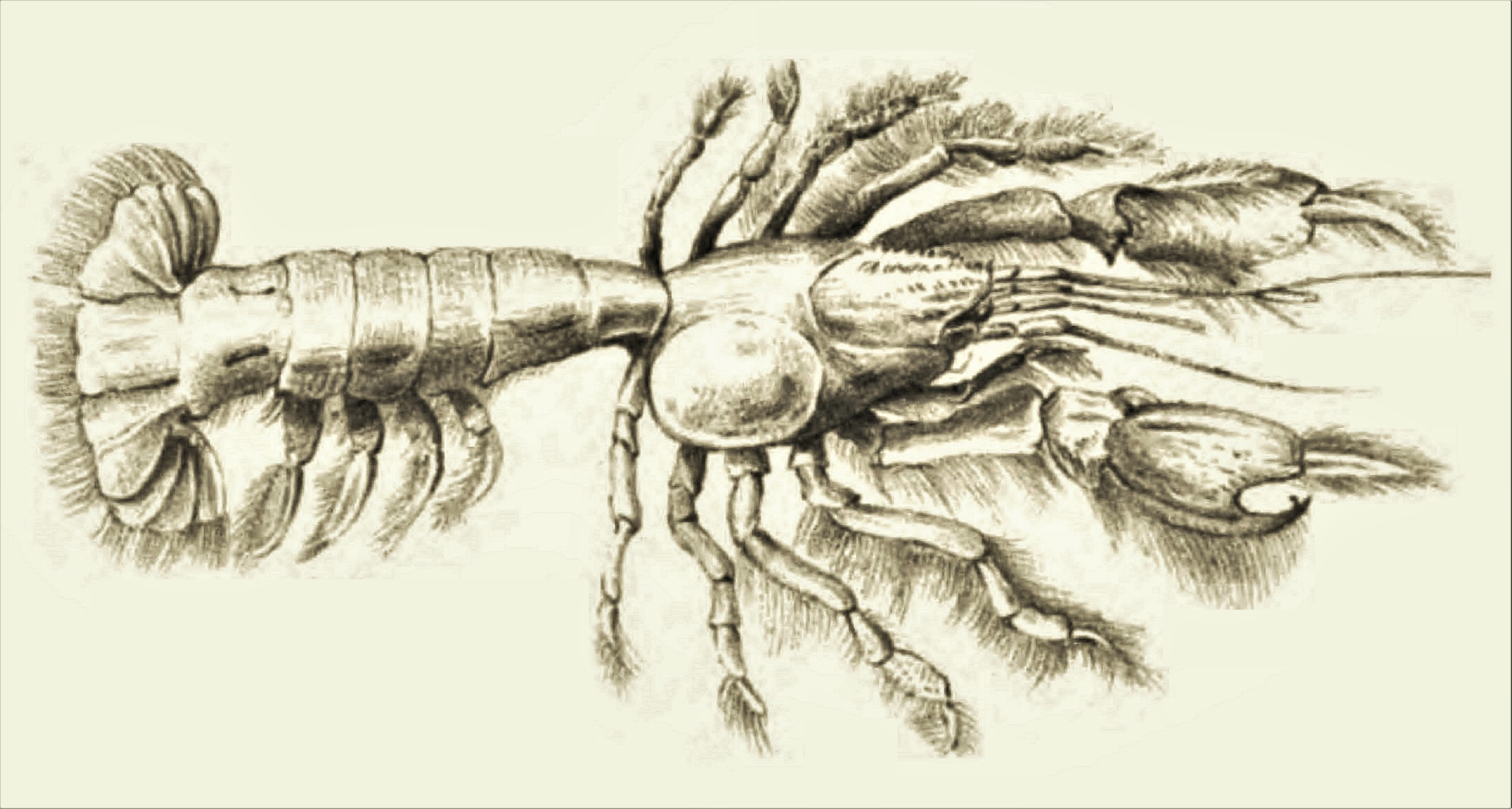
Esemplare maschio di Gebia littoralis Risso, 1816, accettata come Upogebia pusilla (Petagna, 1792) che porta, sul lato destro del cefalo-torace, il tumore dovuto alla presenza, sotto il carapace, del parassita Gyge branchialis (Cornalia & Panceri, 1858c)

Conseguita la laurea, con dignità di stampa della dissertazione inaugurale, Panceri scrisse due brevi note compilative sul siluro e sui pesci elettrici e, nel 1858, incaricato della dissezione di una giraffa, morta a Lodi e acquistata dal Gabinetto di Anatomia comparata, stilò un dettagliato rapporto sulla struttura anatomica di questo artiodattilo.
Intanto, nell'estate dell'anno precedente, una ricerca sulla fauna acquatica della laguna veneta, svolta in collaborazione con Emilio Cornalia, aveva portato alla scoperta di una nuova specie di malacrostaceo bopiride parassita, diverso anche genericamente, per il quale fu proposto il nome di Gyge branchialis. La nuova specie fu descritta in una lunga monografia zoologico-anatomica comprensiva anche dello sviluppo e della storia genetica del parassita con le sue affinità sistematiche e con la sinopsi dei generi e delle specie, fino ad allora conosciute, della famiglia Bopyridae.
Seguirono nel 1861 alcuni lavori a carattere essenzialmente sanitario-parassitologico. In una memoria, Panceri si occupò delle crittogame che si sviluppano nelle uova di gallina, dimostrando la possibilità del passaggio di alcune mucedinee attraverso la membrana testacea in assenza di rottura del guscio. In due brevi note, fece le sue osservazioni a riguardo dell'epidemia che si era manifestata, proprio in quei tempi, nei gamberi comuni, ipotizzando che una possibile causa poteva essere individuata nella massiccia colonizzazione delle branchie degli esemplari da lui analizzati da parte di infusori parassiti, vaginicole del genere Cothurnia Ehrenberg, 1831 che, aderendo in gran numero all'organo respiratorio, opponevano un ostacolo meccanico e chimico alla respirazione dell'animale parassitato.
Intanto, nel 1860 Panceri aveva rinvenuto, sotto la cute d'una Natrix torquata Bonaparte, 1834, una Ligula che aveva poi inviato per la determinazione ad Antonio Federico Polonio che la descrisse come specie nuova con il nome Ligula pancerii Polonio, 1860.

### Dal trasferimento all'Università di Napoli ai primi anni settanta
Dopo il trasferimento a Napoli, Panceri si dedicò quasi esclusivamente all'insegnamento e alle cure del Gabinetto di anatomia comparata appena fondato. Solo nel 1867, «giovandosi delle osservazioni fatte e dei materiali raccolti» negli anni precedenti, tornò a pubblicare su svariati argomenti zoologico-anatomici in collaborazione, a volte, con i coadiutori Sebastiano De Luca e Leone De Sanctis.

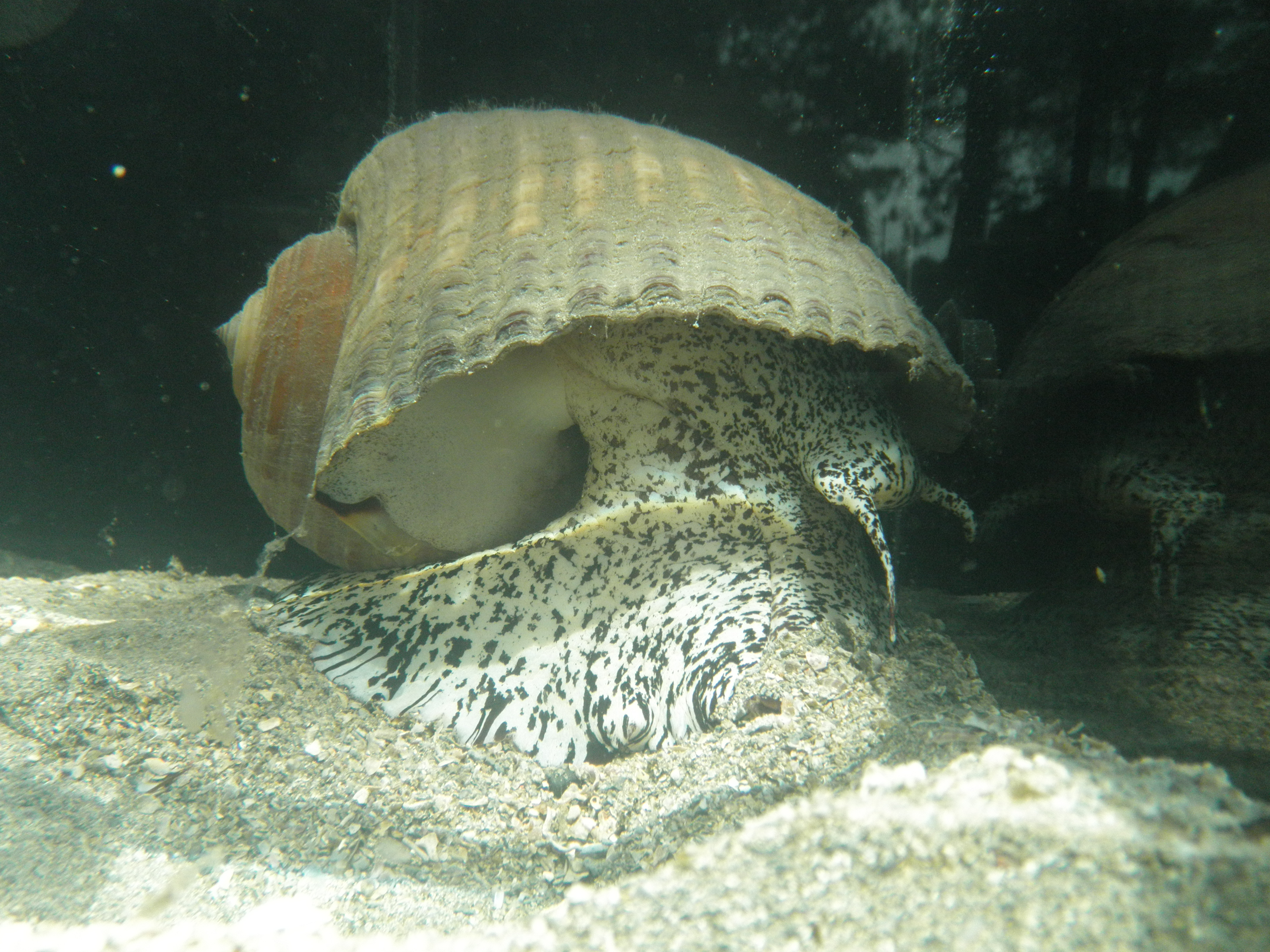
Dolium galea (Linnaeus, 1758).

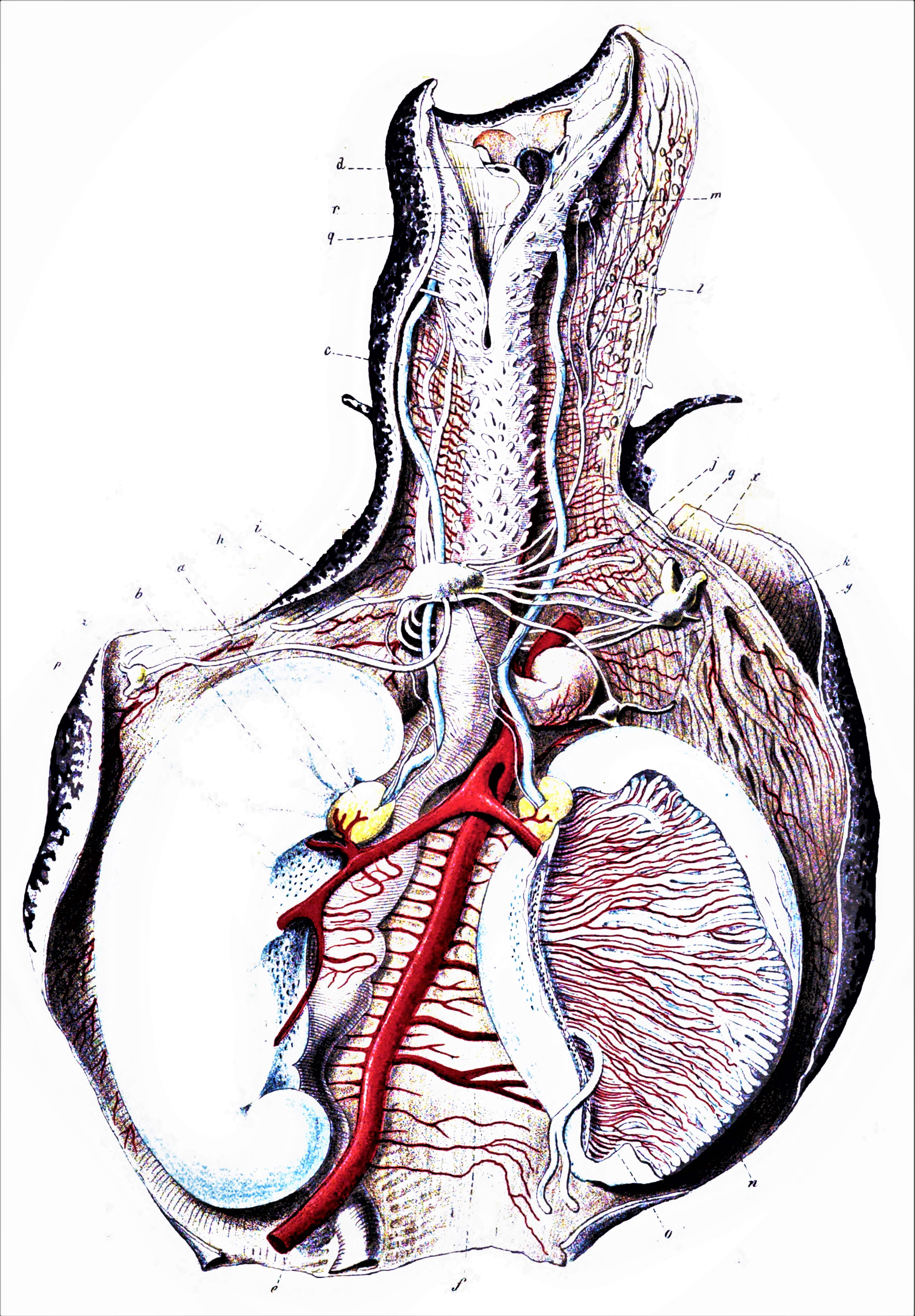
Organi interni di un esemplare femmina di Dolium galea (Linnaeus, 1758). (Panceri, 1869b).

In ambito malacologico, Panceri riprese gli studi giovanili sui Gasteropodi occupandosi del singolare fenomeno della secrezione di acido solforico da parte delle ghiandole salivari di alcuni prosobranchi e opistobranchi. Con note e memorie, tra l'agosto del 1867 e giugno del 1869, Panceri toccò «tutte le quistioni anatomiche, fisiologiche e chimiche, che si riferiscono all'argomento».

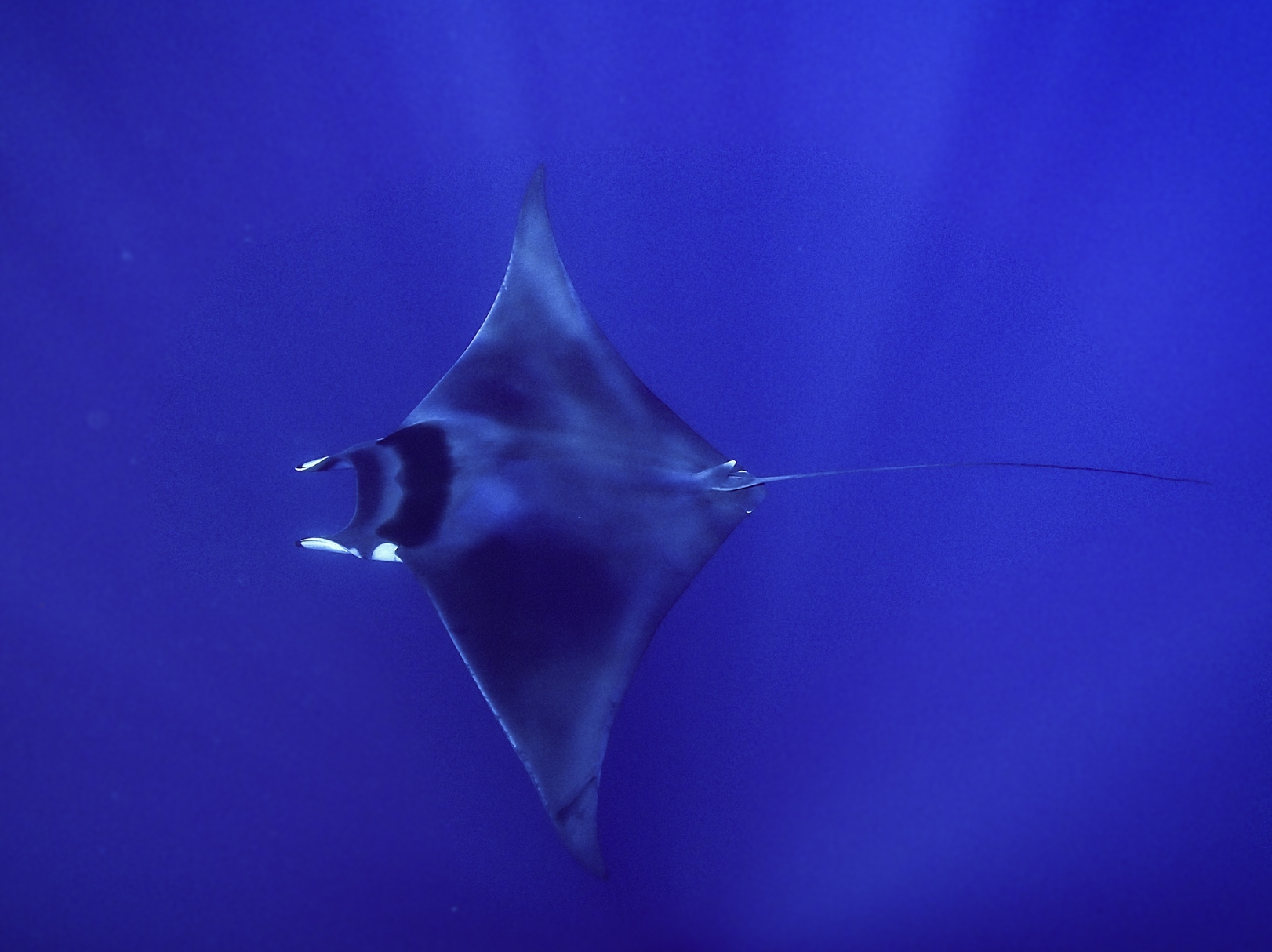
Mobula mobular (Bonnaterre, 1788)

Partendo dalle osservazioni sul Dolium galea (Linnaeus, 1758), grosso caenogastropode incontrato già nell'estate del 1857, Panceri estense la ricerca a numerose altre specie, aventi o meno affinità con il Dolium. Queste costituirono anche il materiale di studio per altri aspetti dell'anatomo-fisiologia di questi molluschi, i cui risultati furono riportati da Panceri in un'appendice alla sua ultima memoria sulla secrezione acida.

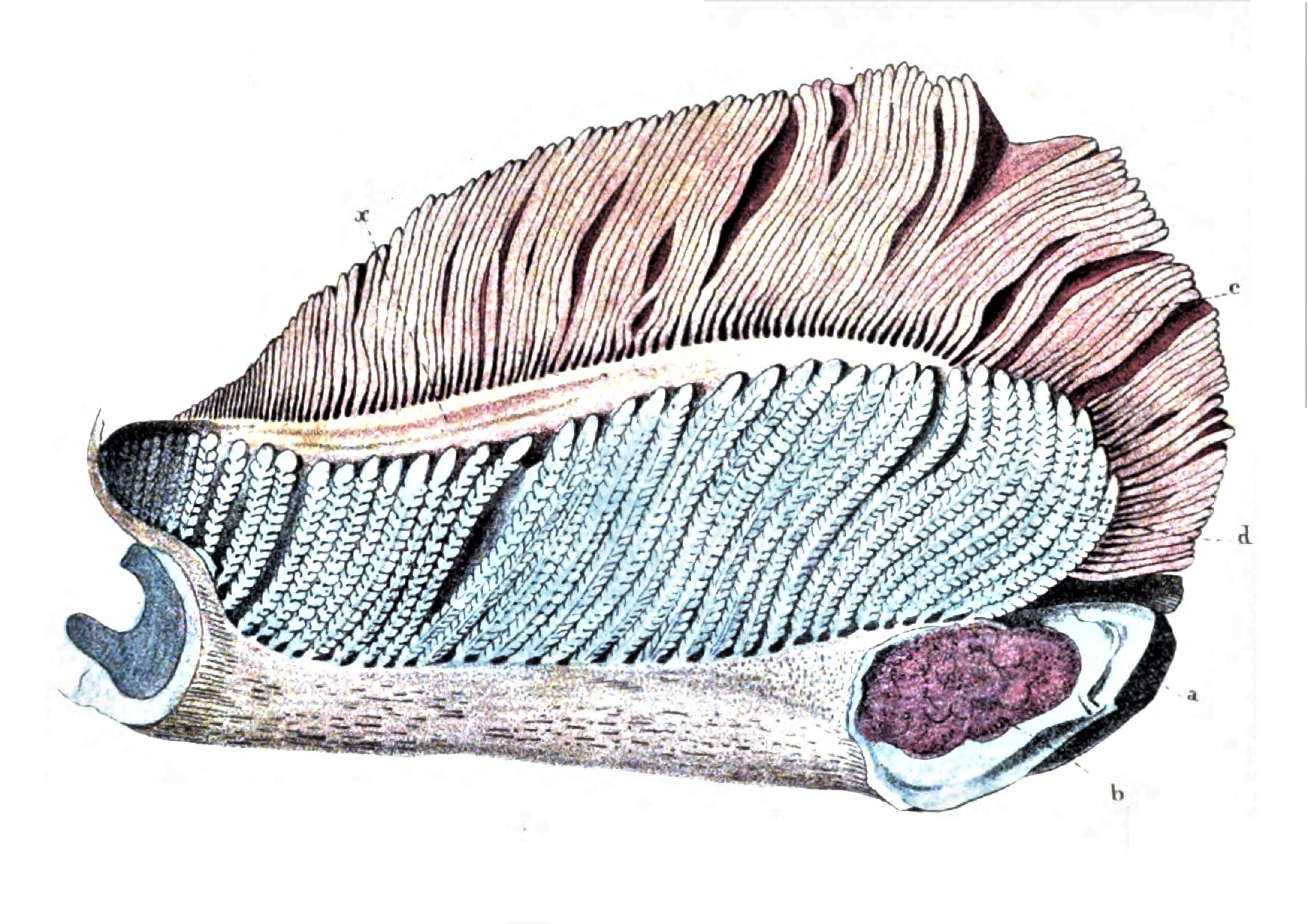
Le appendici prebranchiali nella metà inferiore della semibranchia anteriore del quarto sacco di sinistra della Cephaloptera giorna (Lacepède, 1803).
a = Quarto arco branchiale; b = sezione del muscolo proprio degli archi branchiali o adduttore delle due porzioni ceratobraochiale ed epibranchiale; c = lamine branchiali; d = appendici prebranchiali; x = ripiegatura della mucosa che ricopre in parte le lamine branchiali (Panceri & De Sanctis, 1869c)

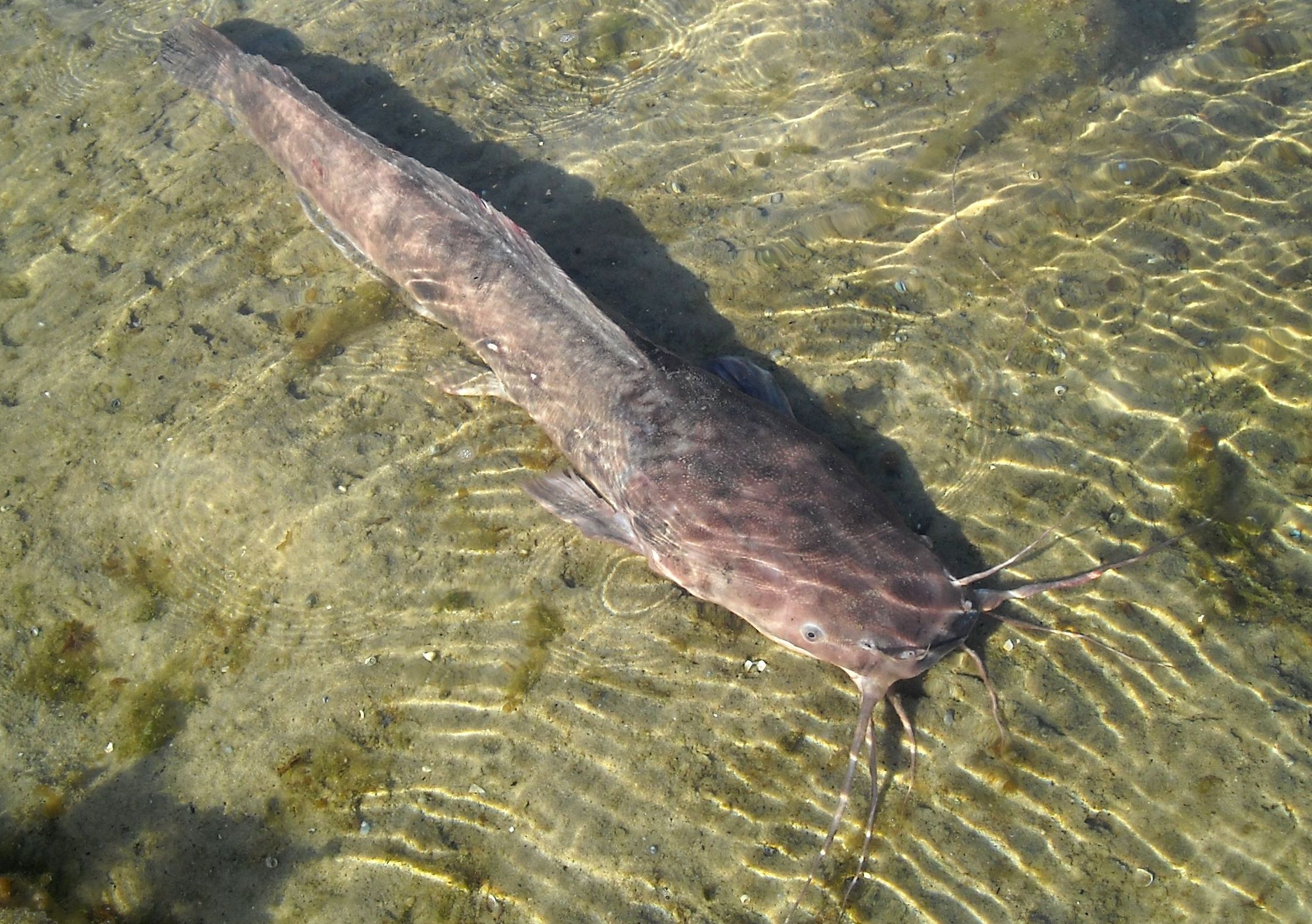
Clarias anguillaris (Linnaeus, 1758)

In ambito ittiologico, con una prima nota e successivamente con una memoria insieme a De Sanctis, Pancerì si occupò della Cephaloptera giorna, di cui descrisse l'anatomo-morfologia dei canali idrofori, del bulbo dell'arteria branchiale, della rete mirabile celiaca e di caratteristiche appendici fogliettate cartilaginee che precedevano le branchie, e da lui denominate appunto appendici prebranchiali. Di queste ultime individuò inoltre la corretta funzione, che non era quella respiratoria ma di organi speciali preposti alla separazione del cavo faringeo dalle cavità branchiali e alla ripartizione dell'acqua alle branchie, corrispondenti quindi per analogia alle appendici ossee che occupano la parte concava degli archi branchiali degli Osteitti.

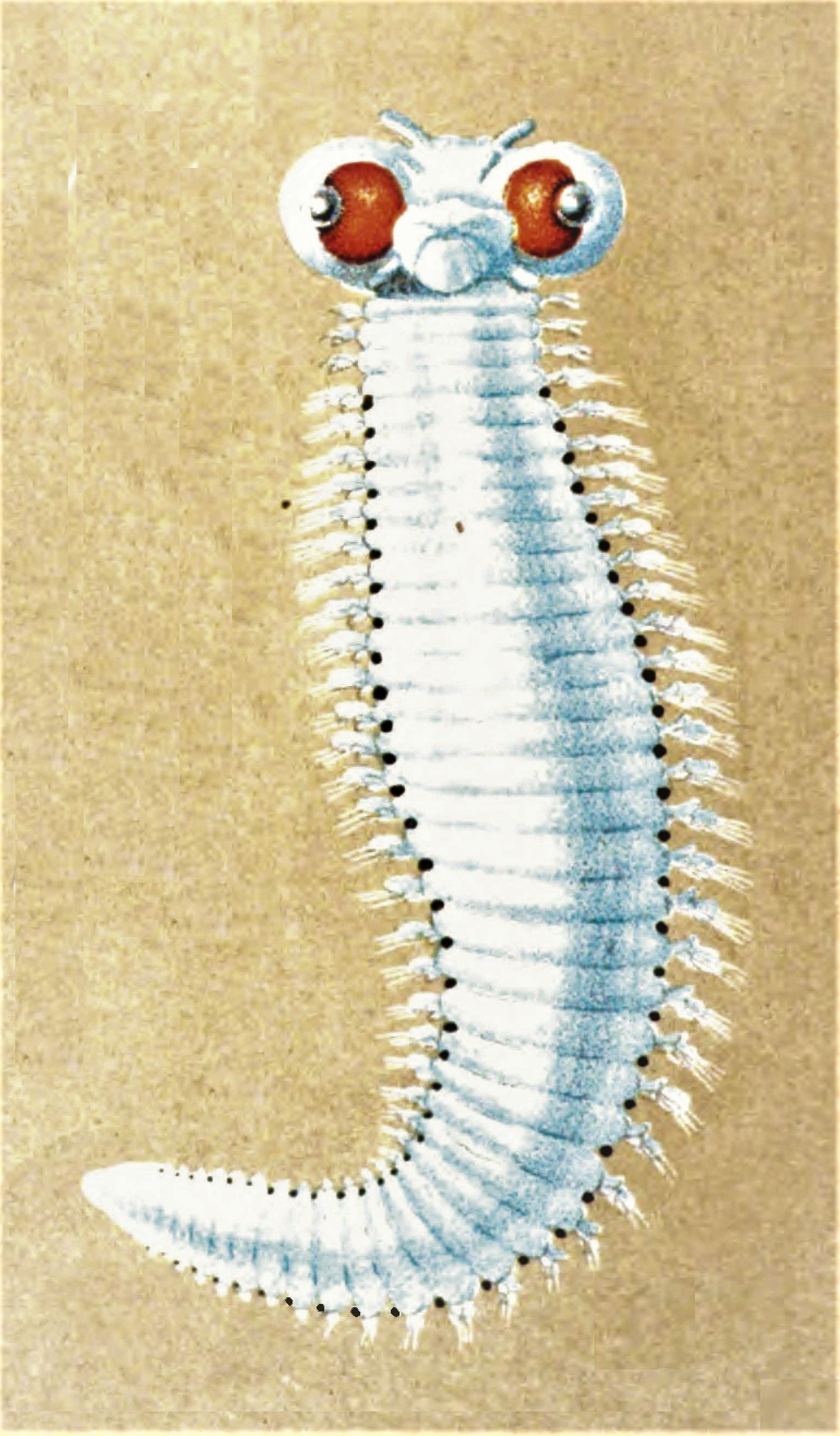
Alciopina parasitica Claparède & Panceri, 1867 (=Alciopina parassitica Claparède & Panceri, 1867). La nuova specie di alciope pelagico (phylum Annelida, classe Polychaeta) endoparassita dello ctenoforo Cydippe densa Forskål, 1775 (Claparède & Panceri, 1867h)

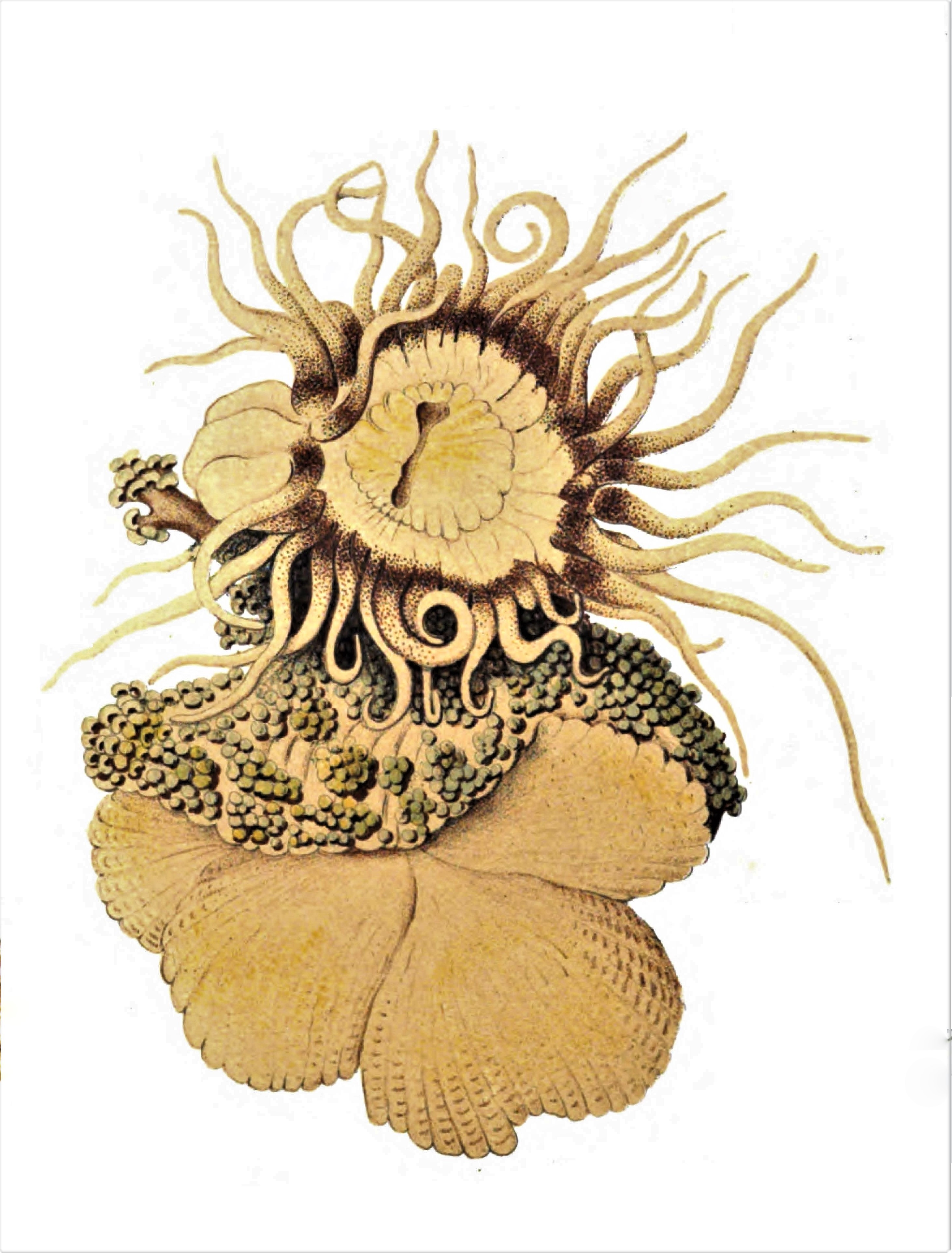
L’anemone di mare Cladactis costa Panceri, 1869, nuova specie di polipo actiniario (phylum Cnidaria, classe Anthozoa) istituita da Paolo Panceri nel 1869, non più accettata perché sinonimo junior di Alicia mirabilis Johnson, 1861 (Panceri, 1869b)

Ai quei primi anni a Napoli risale, anche, la scoperta, in collaborazione con René Edouard Claparède, di un nuovo alciope pelagico rinvenuto nello stomaco e nei canali gastro-vascolari dello ctenoforo Cydippe densa Forskål, 1775, primo caso di endoparassitismo tra gli Anellidi.
Panceri continuò ad occuparsi di Anellidi, e di vermi più in generale, anche negli anni successivi. A parte una nota del 1868 sui Cestodi, i suoi contributi più significativi sarebbero stati, qualche anno dopo, la stesura di un catalogo sistematico degli Anellidi, Gefìrei e Turbellarie d'Italia con la caratterizzazione di due nuovi policheti e l'istituzione di un nuovo genere e di alcune nuove specie di Nematodi marini.
Sempre di quegli anni, sono alcuni studi zoologo-anatomici e critico-sinonimici sui polipi actinidari, sui polipi rudimentali (zooidi) delle pennatule e su due Pennatuloidea di cui uno nuovo per il Mediterraneo e l'altro per il golfo di Napoli. Mise anche a punto un semplice metodo per la fecondazione artificiale del Branchiostoma lanceolatum Pallas, 1778.

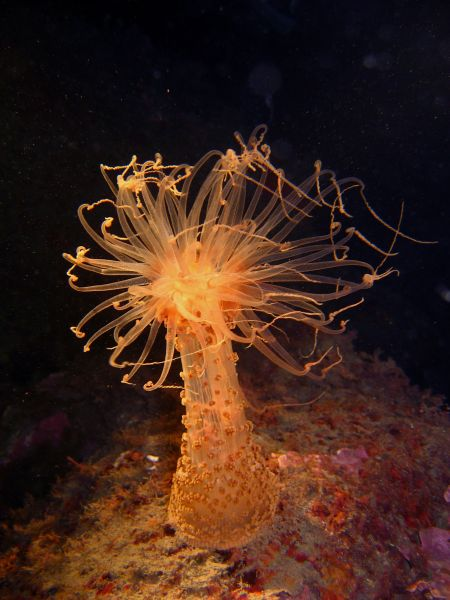
Cladactis costa Panceri, 1868 accettata come Alicia mirabilis Johnson, 1861

Intanto nel febbraio del 1868 Panceri aveva ricevuto in dono da Aleksandr Kovalevskij, embriologo dell’Università di Kazan', tre coppie di axolotl, la forma neotenica dell'Ambystoma mexicanum Shaw, 1789, un anfibio dell'ordine Caudata, e aveva deciso di avviarne l'allevamento negli stabulari del Gabinetto di anatomia comparata.
L'alto numero di nuovi nati convinse Panceri a tentare la loro naturalizzazione, per scopi scientifici e alimentari. Così, nel marzo seguente, 350 larve furono rilasciate nelle vasche del R. Orto botanico di Napoli, 100 nel Lago di Agnano e altre 300 in quello d’Averno.
Degli axolotl rilasciati nei due laghi flegrei non se ne trovò più traccia, a differenza di quelli dell’Orto botanico che crebbero e si riprodussero superando l'inverno.
Gli esemplari in cattività furono oggetto di studi morfo-funzionali e biologici da parte di Panceri che ne osservò e descrisse la metamorfosi, con l'atrofizzazione delle branchie e il passaggio alla forma adulta polmonata, e confermò la doppia forma sessuale in questa specie, comparandola con altre specie in cui il fenomeno era stato osservato.

### Le ricerche sull'emissione di luce e sugli organi luminescenti degli animali marini
Con una nota dell'agosto del 1970, Panceri esordì in quello che sarebbe diventato il suo più significativo filone di ricerca, la bioluminescenza animale. Nel giro di soli due anni, indagando sull'emissione di luce e sugli organi luminescenti di moltissimi animali appartenenti ai taxa più disparati, Panceri pubblicò diciassette lavori su questo stesso argomento che, con i contributi degli anni successivi, «frutto di studj e di esperienze delicatissime», sarebbero stati considerati «la più organica e comprensiva raccolta di osservazioni e di dati su tale ordine di fenomeni».
Panceri ricondusse la luminescenza animale «ad una unica sede istologica, e a un sol modo di manifestazione e di movimento». Dimostrò infatti che, in quasi tutti gli invertebrati marini, gli organi della luminescenza provenivano dallo strato cellulare esterno (ectoderma) del blastoderma e, nell'adulto, erano presenti o come ammassi cellulari sottocutanei o sottocuticolari, o in forma di epiteli semplici, o di epiteli trasformati in parte in ghiandole unicellulari a prodotto luminoso, o anche di neuroepiteli.

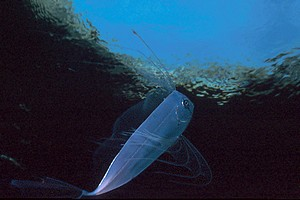
Trachipterus trachypterus (Gmelin, 1789) = T. iris (Walbaum, 1792)

Panceri individuò e descrisse le sedi della luminescenza nei diversi gruppi animali trovandole localizzate o solo in alcune aree anatomicamente circoscritte, oppure estese a tutto l'epitelio esterno, così da produrre una luminescenza diffusa.

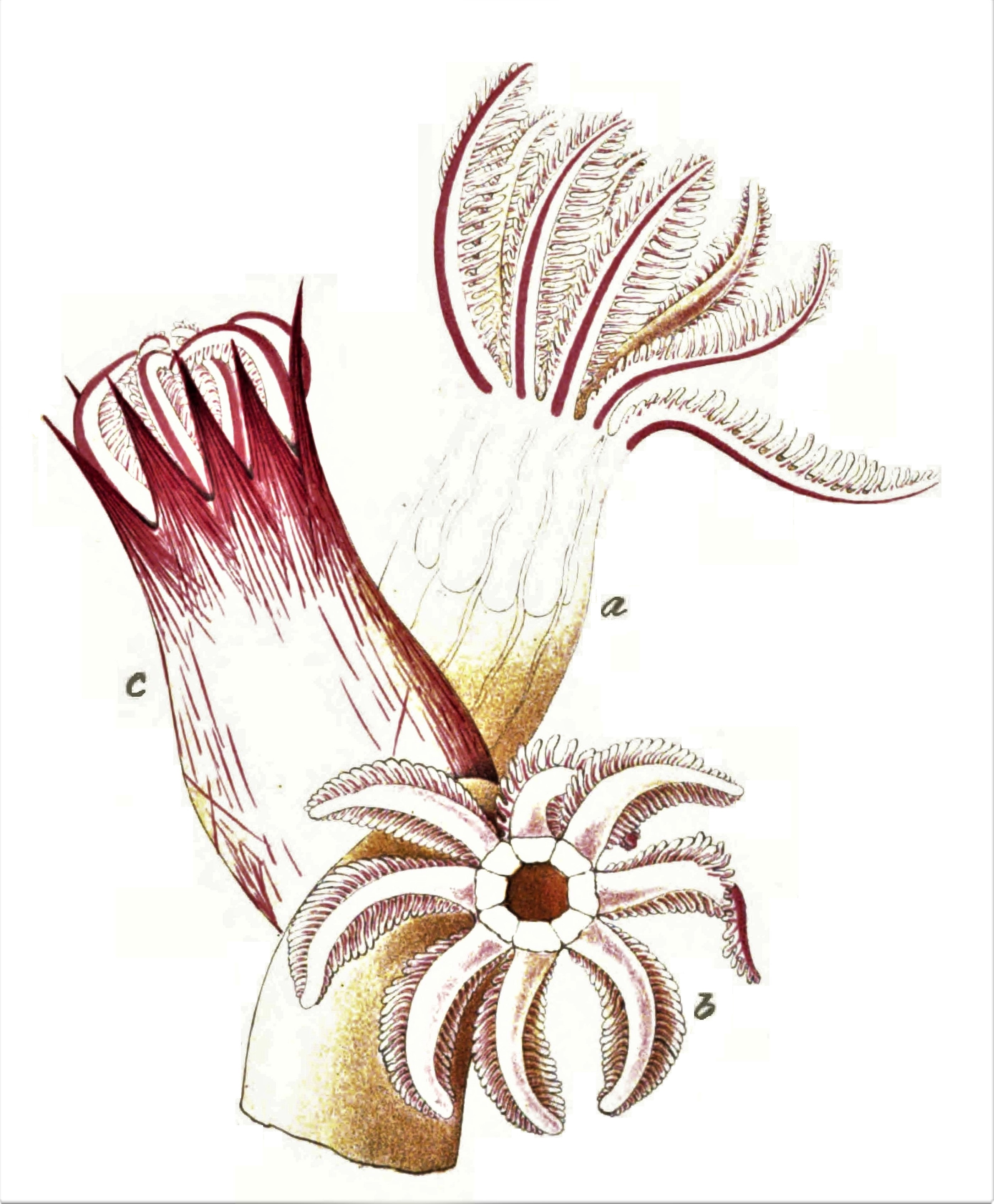
Pennatula phosphorea Linnaeus, 1758.
a = polipo privo del calice. Visibili, attraverso il tegumento, i cordoni luminosi che circondano lo stomaco per terminare intorno all'orificio gastrico inferiore.
b = polipo privo di calice. Visibili i cordoni luminosi che decorrono nelle papille boccali intorno alla bocca.
c = polipo semiretratto nel calice che, principalmente nella sua parte rigonfia, lascia passare la luce (Panceri, 1871h)

Inoltre, da «accanito sperimentatore di laboratorio», ideò e portò a termine originali esperienze volte a indagare i meccanismi di base della luminescenza e «la parte sperimentale e fisiologica dei suoi lavori [...] non fu meno copiosa di risultati importantissimi». Confutando un'opinione condivisa anche dai naturalisti del tempo, dimostrò che nella massima parte degli invertebrati marini, l'emissione di luce non avveniva mai spontaneamente e mai in modo continuo, ma solo se l'animale veniva opportunamente stimolato.

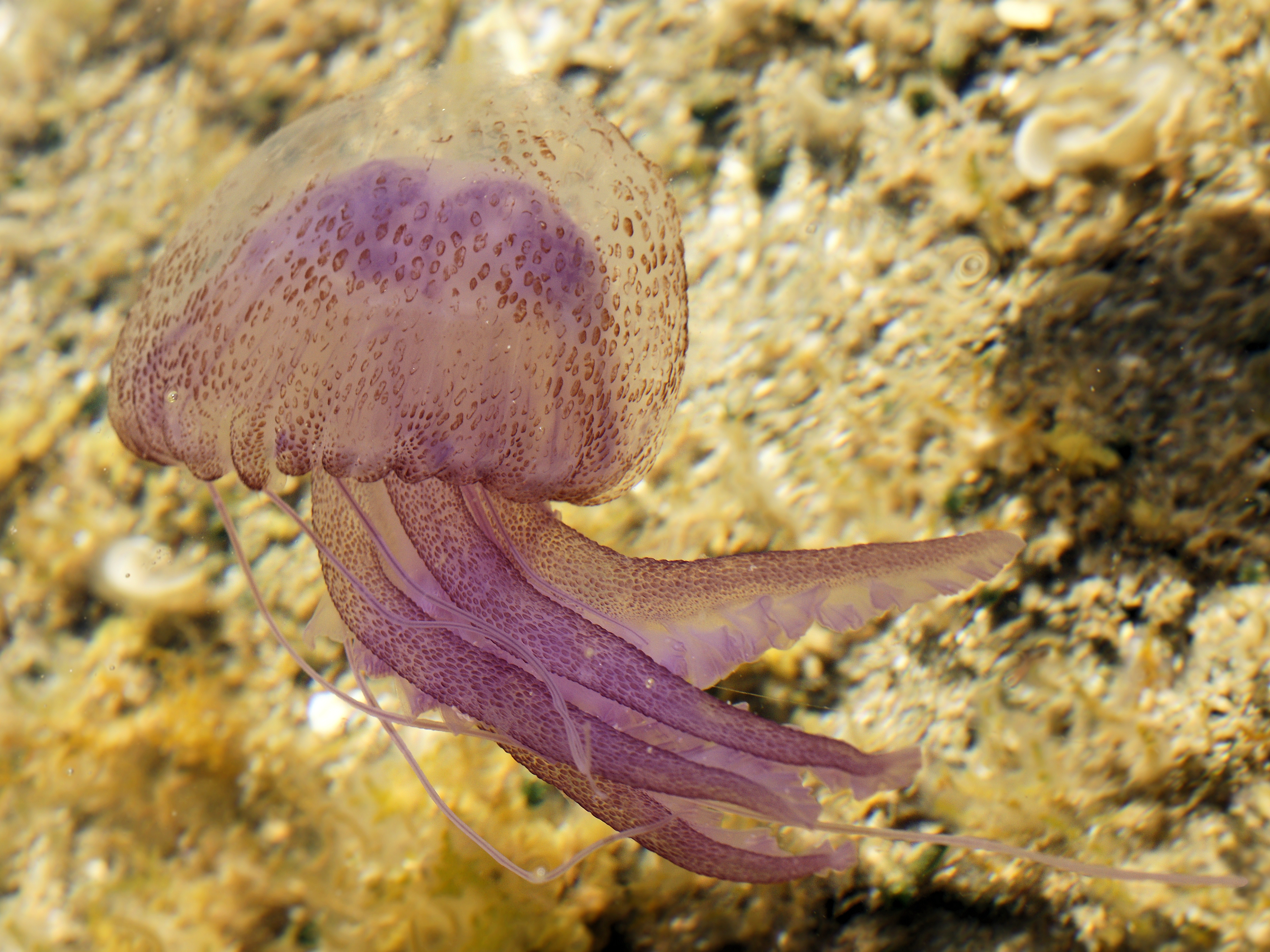
Pelagia noctiluca Forskål, 1775

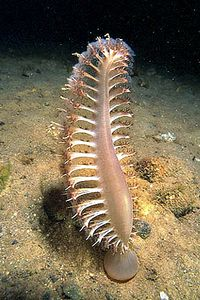
Pennatula phosphorea Linnaeus, 1758

Inoltre, fin dalle sue prime ricerche sul teleosteo Trachypterus iris (Walbaum, 1792), e dalle sue osservazioni intorno ad alcuni casi di fosfuria e di sudore fosforescente nell'uomo, ritenne che fosse «il grasso e null'altro che il grasso» la sede del movimento luminoso e che, di massima, «il grasso allorquando è in preda a lenta ossidazione, e si verifichino speciali circostanze, può esser fonte di luce in natura».
Analizzando il fenomeno nelle meduse, Panceri rinvenne nel muco lucente emesso dalla Pelagia noctiluca (Forsskål, 1775), particolari cellule epiteliali rigonfie di ammassi di granulazioni fine, rifrangenti e giallastri assimilabili al grasso e, nell'epitelio esterno della Cunina moneta Leuckart, 1850 e della Aegineta corona Keferstein & Ehlers, 1861 cellule poliedriche contenenti granulazioni giallastre e rifrangenti non diverse da goccioline adipose, rafforzandosi nella convinzione che: «si avrebbe dunque l'epitelio come sede della luce, o per dir meglio quella sostanza simile al grasso che si contiene nelle sue cellule».
Una sostanza con tutto l'aspetto di una sostanza grassa fu poi da lui rinvenuta anche nelle vescicole e nelle cellule degli organi luminescenti delle Pennatule. Questi organi, da lui descritti per la prima volta e denominati cordoni luminosi, aderivano alla superficie esterna dello stomaco dei polipi e degli zoodi e si continuavano, da un lato, in ciascuna delle otto papille boccali mentre terminavano, dall'altro, in corrispondenza dell'orifizio gastrico inferiore.
Nella stessa memoria, Panceri discusse dei diversi stati, tutti pregiudizievoli per gli esperimenti, in cui poteva venirsi a trovare l'animale in cattività, date le condizioni di luminosità, temperatura, salinità e pressione fortemente differenti da quelle del fondale marino da cui proveniva. Riferì inoltre dei risultati dell'azione di stimoli differenti nell'indurre la luminescenza in diversi punti del corpo, accertando la direzione e la velocità di propagazione delle correnti luminose prodotte, nonché la rapidità di risposta del punto stimolato dal momento di applicazione dello stimolo.
Proseguendo le sue ricerche, Panceri analizzò il fenomeno in numerosi altri invertebrati marini, facendone oggetto di altrettante note e memorie, quest'ultime strutturate sempre secondo uno stesso schema espositivo. Premesso un cenno storico con l'analisi critica dei lavori degli Autori precedenti, seguiva una prima parte anatomo-istologica con l'individuazione e la descrizione degli organi luminosi nelle diverse specie esaminate e una seconda, fisiologica, in cui rendeva conto «di tutte le esperienze fatte allo intento di dichiarare quanto si riferisce al fenomeno della luce». In chiusura le conclusioni, con la sintesi dei risultati ottenuti, e le tavole con i disegni e le cromolitografie, eseguite spesso dallo stesso Panceri.

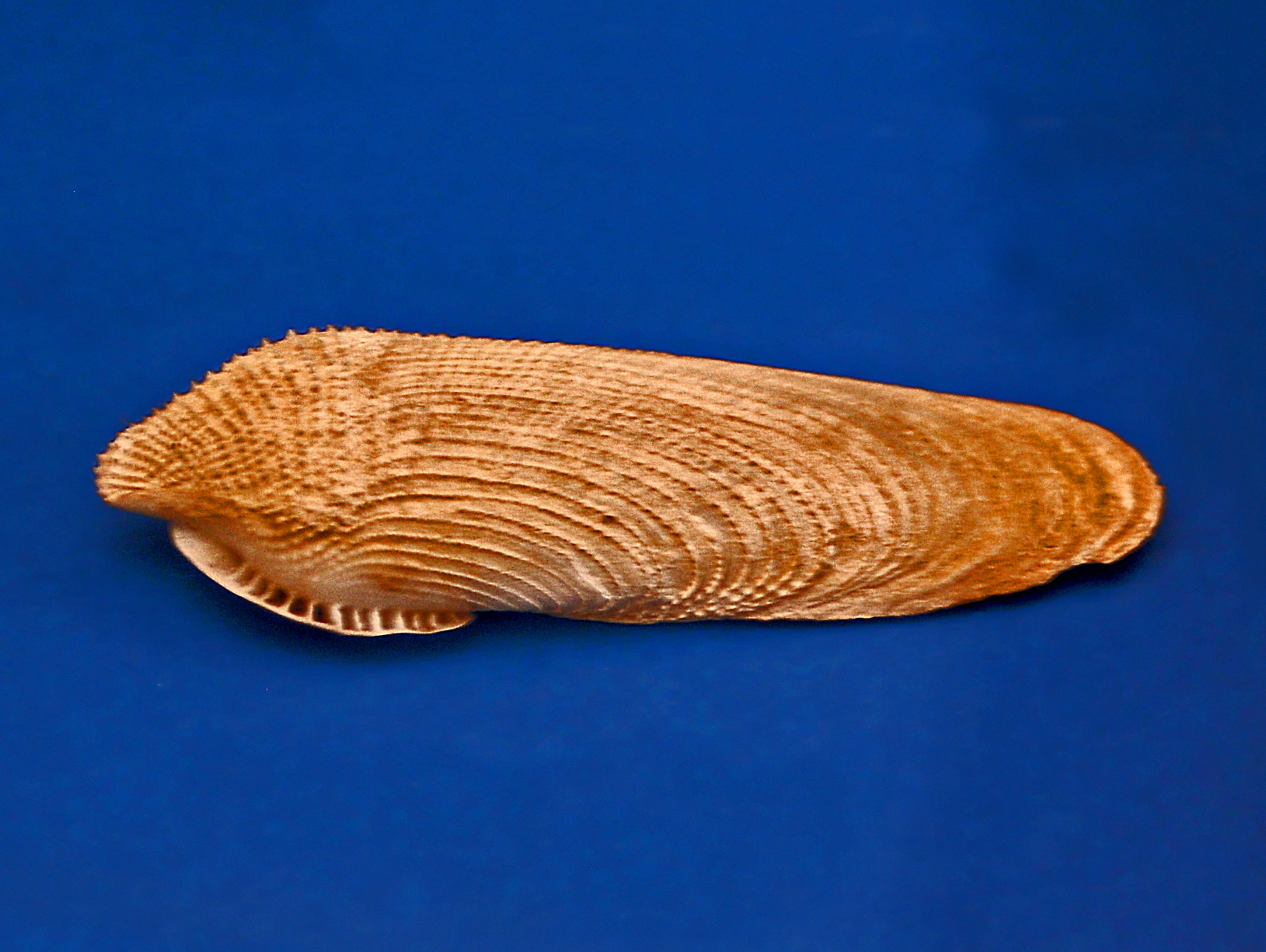
Pholas dactylus Linnaeus, 1758

Nei Pirosomi Panceri trovò che la luminescenza era emessa da «miriadi di macchiette brillanti» disposte in coppie nello spessore della parete del tubo, una coppia per ogni ascidia, mentre nelle Foladi la luminescenza aveva origine sia dal bordo superiore del mantello e fino alla metà di ciascuna delle due valve, sia da due organi triangolari, posti ai lati dell'ingresso del sifone anteriore, sia da due lunghi cordoni paralleli al sifone stesso.

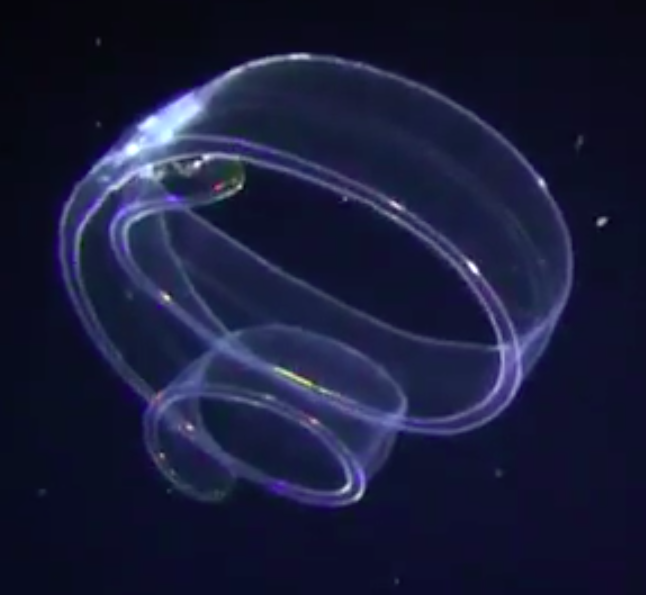
Cestum veneris Lesueur, 1813

Successivamente, e in contrasto con quanto aveva fino allora osservato, Panceri scoprì che nel nudibranchio pelagico Phyilliroe bucephala, piccolo mollusco pisciforme, la sede del movimento luminoso era nelle cellule gangliari periferiche, in quelle dei gangli centrali e nelle cosiddette cellule di Müller, cellule sferiche speciali e contenenti, oltre al nucleo, un corpo sferico giallo e rifrangente. La luminescenza si manifestava durante l'eccitazione dei nervi, a cui tutte queste cellule erano strettamente connesse.
 

Nei Beroidei, che manifestavano la bioluminescenza già nelle fasi embrionali, gli ammassi cellulari luminosi erano in relazione con le prime vie digerenti e quindi più profondi, come nelle Pennatule. Questi organi erano costituiti fondamentalmente da vescicole microscopiche, ripiene di un contenuto analogo a quello delle cellule di Müller, e circondavano gli otto canali gastrovascolari delle coste ambulacrali, sia i canali costali principali sia, nella B. rufescens, quelli secondari ramificati e anastomizzati nel parenchima.

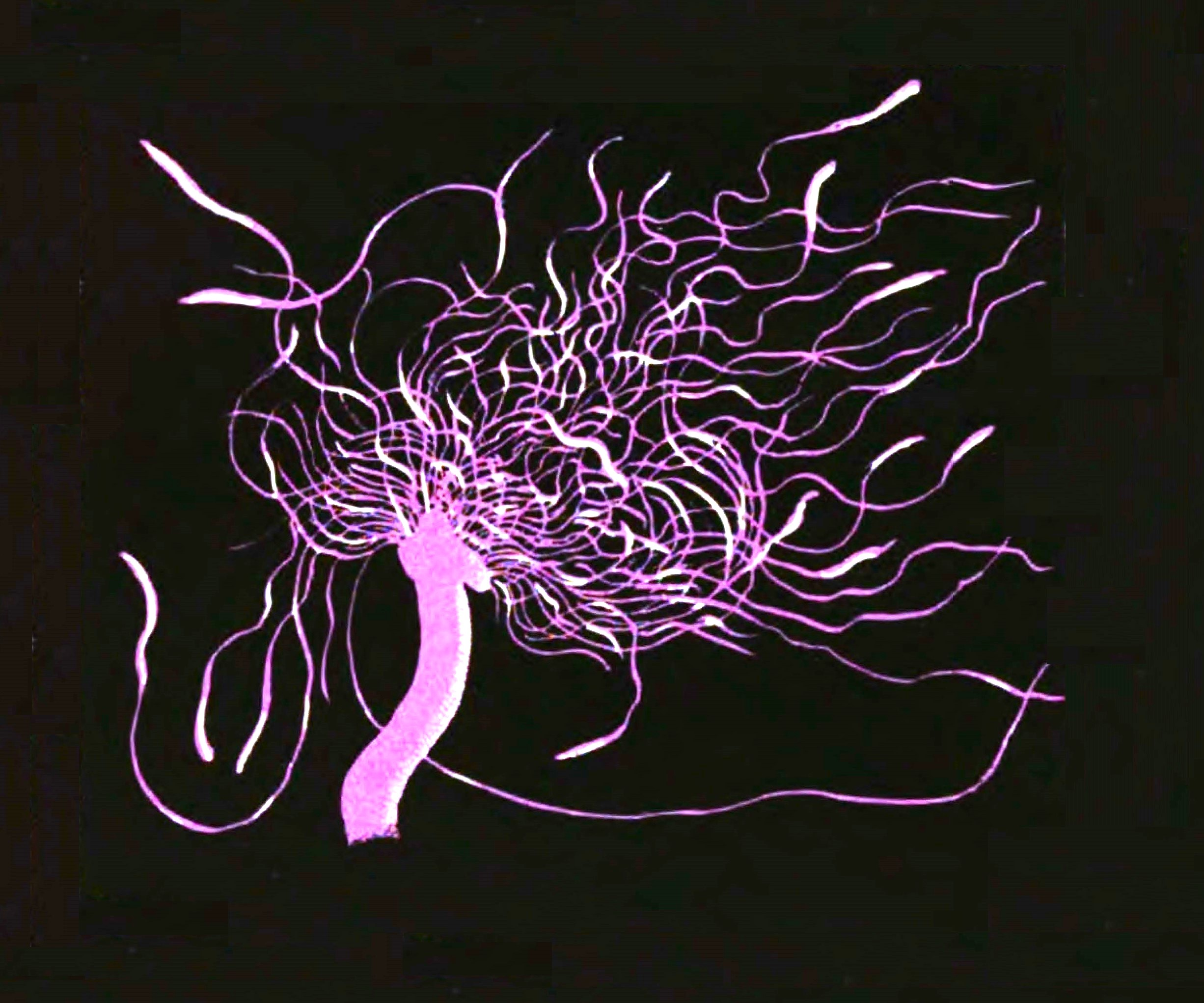
Polycirrus aurantiacus Grube, 1860 (phylum Annelida, classe Polychaeta), ripreso al buio, durante l’emissione di luce, indotta dall’immersione in acqua dolce (Panceri, 1875a)

Tornando alle Phylliroe, il fenomeno mai osservato prima, dell'illuminazione nervosa della P. bucephala, pur se accolto con grande interesse dai fisiologi del tempo, non aveva avuto il seguito auspicato da Panceri «che avrebbe amato veder anche da altri confermata» la sua scoperta. Fu così che il riscontro della fondatezza delle sue osservazioni arrivò, qualche anno più tardi, dallo stesso Panceri che, nel 1874, aveva rivolto le sue ricerche alla bioluminescenza negli Anellidi.
Studiando i Policheti del genere Polynoe Lamarck, 1818, Panceri individuò nelle elitre la sede determinata ed esclusiva della loro luminescenza. Queste scaglie, fondamentalmente costituite dalle cellule dell'ipoderma e dalla cuticola che le rivestiva, si estendevano in due serie laterali e parallele di dischi per tutta la lunghezza del corpo. Erano innervate attraverso l'elitroforo, da una copia esuberante di nervi aventi diverse maniere di terminazione, fra cui quelle a noduli e a cellule, come nei nervi luminosi delle Phylliroe, e proprio in queste terminazioni nervose nodulari o cellulari aveva sede, secondo Panceri, la luminescenza delle Polynoe.

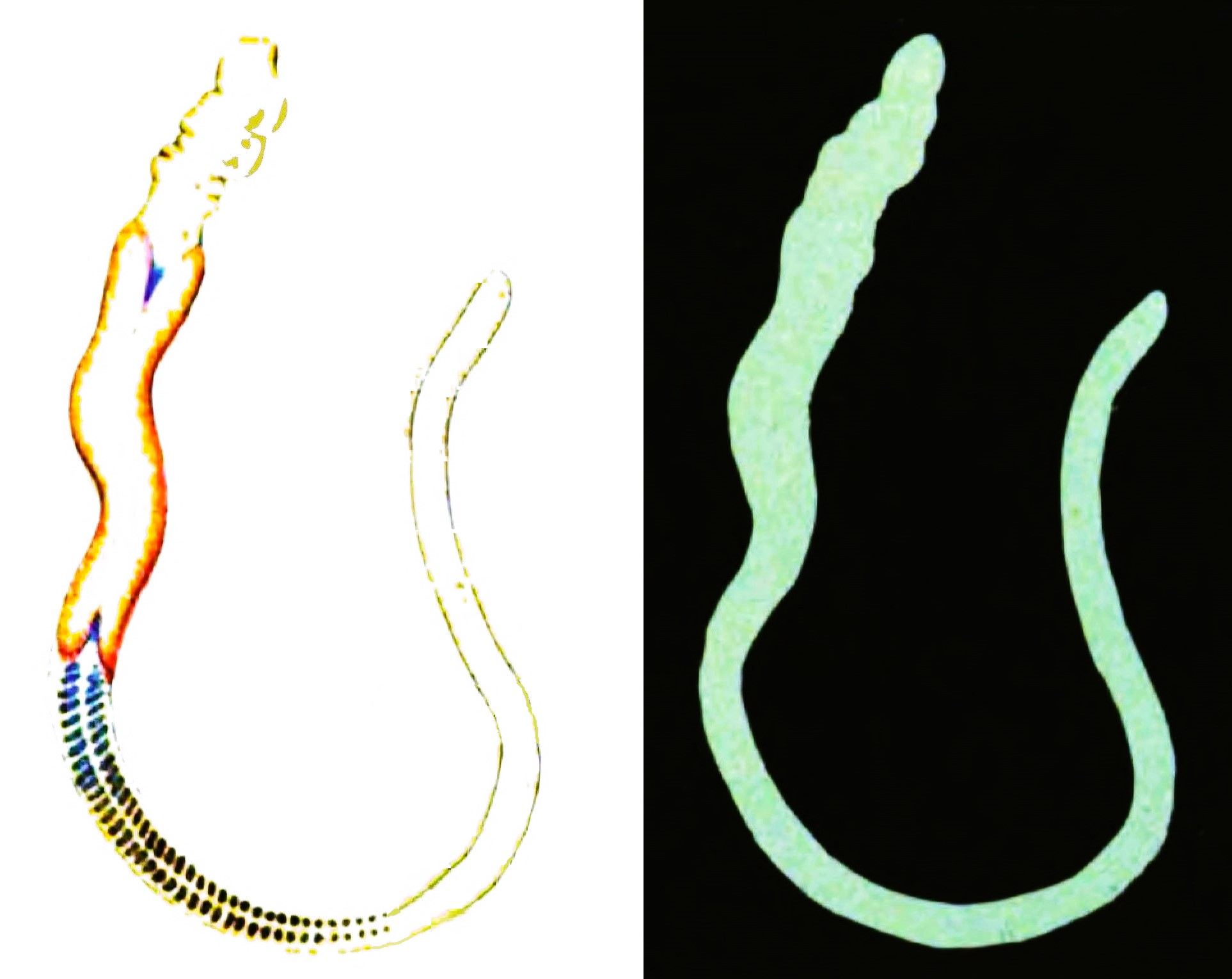
Balanoglossus minutus Kowalevsky, 1866, accettato come Glossobalanus minutus (Kowalevsky, 1866). A sinistra ripreso a luce naturale, a destra al buio dopo averne indotto la luminescenza azzurro-verdognola mediante stimolo elettrico (Panceri, 1875a)

Successivamente, il rinvenimento nei fondali a coralline del golfo di Napoli di una nuova specie di Polynoe, portò Panceri a ridiscutere le sue conclusioni. Nella nuova specie, denominata Polynoe turcica Panceri, 1878, la luminescenza emanava sempre da ogni elitra, ma solo da un'area a forma di semiluna che, con la sua concavità, circondava l'inserzione dell'elitroforo. Inoltre l'area luminescente era formata da cellule appiattite poligonali, contenenti granulazioni giallastre rifrangenti, disposte come le cellule ordinarie dell'ipoderma. Era evidente quindi che non tutte le Polynoe illuminavano totalmente le elitre ma ve ne erano di quelle a luce parziale e, poiché le cellule luminescenti appartenevano all'ipoderma, Panceri ritenne che, in attesa di «nuovi fatti e fortunate evenienze», era da «discutersi ancora se nelle Polinoe a luce totale siano le terminazioni nervose, ovvero le stesse cellule dell'ipoderma che si illuminano in totale nell'elitra».
Nella stessa memoria sulla P. turcica Panceri si occupò anche di altri vermi, nei quali rinvenne nell'epitelio ciliato esterno le solite cellule a fine granulazione giallastra e rifrangenti, sferiche o piriformi. Le prime adunate in masse a costituire grosse ghiandole fosforescenti, le altre sparse fra gli elementi dell'epitelio vibratile, in aree circoscritte, a guisa di ghiandole unicellulari con un poro escretore.
L'ultimo lavoro intorno alla luce animale fu una memoria sulle Campanularie, in cui Panceri riportò le sue osservazioni sulla luminescenza della Campanularia flexuosa (Alder, 1857). Questo idrozoo coloniale (polipo) fu da lui rinvenuto abbondantemente lungo la costa d'Amalfi, con gli stoloni (idrorize) del polipaio ramificato (idrofito) saldamente aderenti all'alga bruna Cystoseira ericoides (Linnaeus) C.Agardh, 1820. Panceri dimostrò che nelle Campanularie la luminescenza aveva sede in tutto lo strato esterno ectodermico dell'idrofito, confermando quanto già visto nelle Meduse e nei Sifonofori.

### I viaggi in Egitto e i lavori in ambito tossicologico e anatomico
I due viaggi in Egitto furono, tra l'altro, occasione per Panceri per ritornare a un suo vecchio argomento di studio, l’azione fisiologica del veleno animale che, adesso, la fauna egiziana gli consentiva opportunamente di approfondire. Qualche anno prima, infatti, si era occupato del tarantismo, la sindrome isterica che nella tradizione contadina del Sud Italia e in una certa cultura medica sei-settecentesca, si riteneva fosse causato dal morso della Lycosa tarantula Linnaeus, 1758.
Panceri, che «credeva profondamente nello sperimentalismo quale criterio esplicativo dei fenomeni», ricevute due tarantole dall'entomologo Jörgen Vilhem Bergsøe, testò il veleno del ragno su numerosi animali e, da ultimo, sul dorso della mano sinistra di Francesco Gasco che, volontariamente, volle verificare l'effetto del veleno su di sé.
Panceri riportò, in una nota del 1868,  i risultati di molte serie di prove assieme alla descrizione anatomica dell'organo velenifero, dimostrando che, a parte che sugli insetti, il veleno della tarantola non aveva effetti letali e che, anche sull'uomo, i sintomi erano simili a quelli dovuti al morso di altri ragni comuni, solo più accentuati.

Panceri e Gasco, nei due inverni trascorsi in Egitto condussero nuove esperienze sugli effetti del veleno di alcuni tra i principali animali velenosi della fauna egiziana. Le osservazioni si limitarono però agli ofidi Naja haje (Linnaeus, 1758), Cerastes aegyptiacus Duméril & Bibron, 1854, Echis carinatus (Schneider, 1801)  e all’aracnide Mygale olivacea C. L. Koch, 1841, stante principalmente la difficoltà di reperire, delle altre numerose specie, un numero adeguato di esemplari per la sperimentazione.

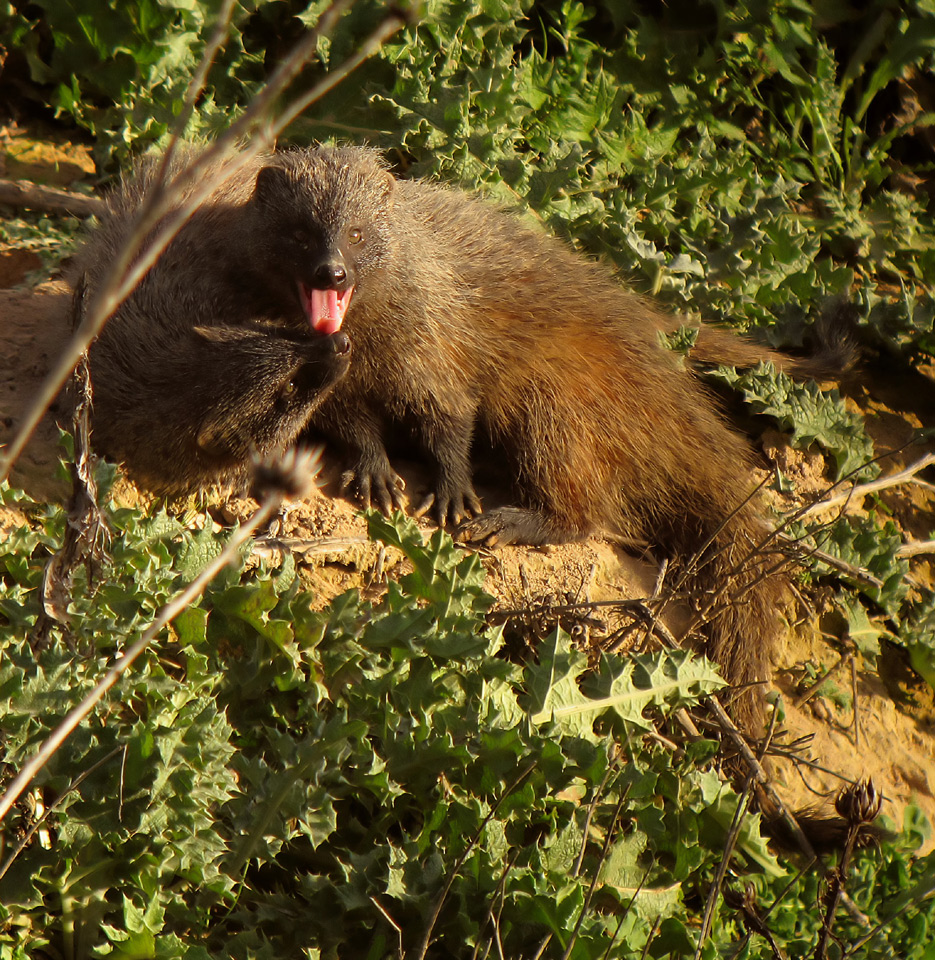
Herpestes ichneumon Linnaeus, 1758

In una prima memoria, enumerati i caratteri comparati del veleno della Naja e della Ceraste, e discusso del modo più opportuno di operare con esso, Panceri e Gasco riferirono le osservazioni intorno agli effetti dell'azione del veleno, inoculato sotto pelle o mediante il morso diretto, su vari mammiferi, uccelli, rettili, anfibi e sulle stesse specie di serpenti velenosi, confermandone la tossicità.
Di ritorno dal secondo viaggio, Panceri & Gasco pubblicarono un'altra memoria, con il resoconto delle esperienze sulla resistenza dell'Herpestes ichneumon Linnaeus, 1758 (la mangusta egiziana o icneumone faraonico) e di altri mammiferi al veleno dei serpenti. Gli esperimenti dimostrarono che l'icneumone, a differenza degli altri mammiferi testati, «a circostanze ordinarie resiste al morso della Naja» e, analogamente, risultò immune anche dagli effetti del veleno dell'Echis e della Cerastes confermando la credenza popolare dell'insensibilità dell'animale al veleno e la ragione della sacralità dell'animale presso gli antichi Egizi.

### Le ricerche etnologiche e antropologiche e i due pigmei della stirpe degli Akka
I due viaggi in Egitto servirono anche a ridestare «gli antichi interessi antropologici» di Panceri che già nel 1867 si era occupato di antropologia, incaricato della determinazione di una mummia naturale peruviana, un maschio adulto della stirpe degli Aymares, acquista dal R. Museo nazionale di Napoli.

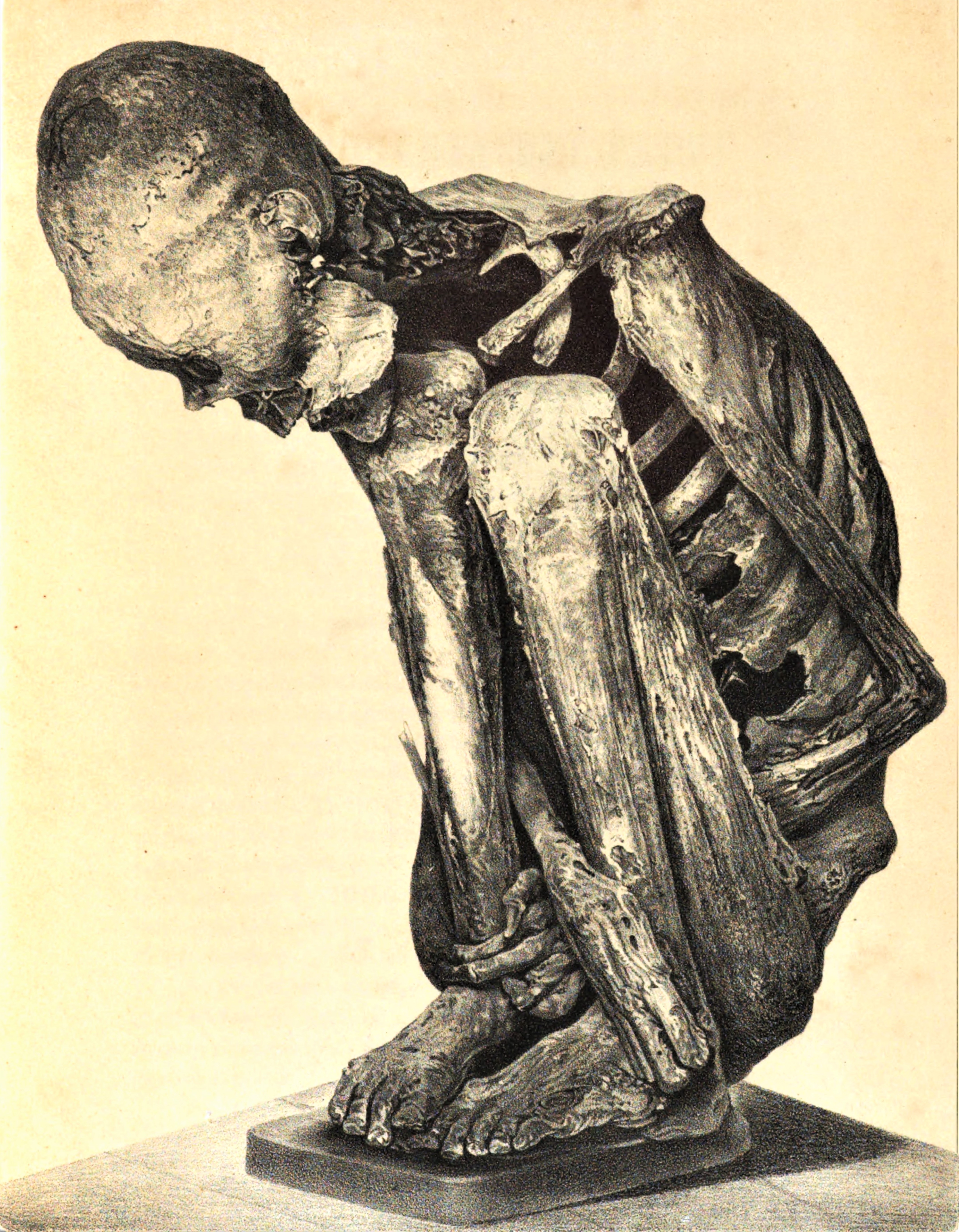
La mummia naturale peruviana di Aymares acquistata nel 1867 dal R. Museo nazionale di Napoli (Panceri, 1871a)

Di ritorno dal suo primo viaggio, Panceri scrisse una lunga nota in forma di lettera a Paolo Mantegazza, corredate da accurati disegni. Dopo aver sottolineato le difficoltà incontrate in Egitto nel condurre le sue indagini antropologiche ed etnologiche, Panceri riferì le sue osservazioni sulla maggiore frequenza, da lui riscontrata, della sutura frontale negli arabi-egiziani e sugli interventi non medici di mutilazioni degli organi genitali, praticati nell'Africa orientale.
Nella lettera, che Mantegazza pubblicò nel 1874 nell'Archivio per l'antropologia e per l'etnologia particolarmente dura fu la condanna di Panceri di queste pratiche «uno degli spettacoli più indegni che si siano dati sotto il sole». Sia che si trattasse di amputazione dei genitali esterni, operata da monaci copti di Girgeh e di Zawy-el-Dyr presso Asyūṭ, per fare diventare eunuchi dei giovani schiavi neri, sia che si trattasse di infibulazione «per garantire meglio la verginità della sposa», sia ancora di amputazioni genitali femminili (denominate dalle arabe cassura) per fare delle giovani donne delle «macchine insensibili per maggiore sicurezza del marito».
Ma se da un lato Panceri non esitò a stigmatizzare certe usanze africane definendole «barbare ed inumane» con altrettanta veemenza fu deciso «nel rilevare le affinità morali e affettive dei neri con la razza bianca» dimostrando di considerare, effettivamente come egli scrisse, «il nero come uomo mio pari».
Panceri così, non solo non cadde mai nel razzismo, di cui fu accusato invece Mantegazza, ma anzi la sua lettera fu una sua netta presa di posizione a sostegno del principio dell'«unicità del genere umano» e a dura condanna della «violenza che la razza bianca perpetrava ai danni dei neri attraverso la schiavitù».
Intervenendo in merito a diverse questioni che animavano il dibattito filosofico, scientifico e antropologico di quel tempo, quali l'origine del linguaggio, il rapporto tra l'uomo e le scimmie, le differenze razziali e la schiavitù, Panceri «si rifiutò categoricamente dì considerare i neri alla stregua di parenti prossimi degli scimpanzé» ma anzi, ritenendoli «in possesso della stessa intelligenza degli altri uomini», sostenne che «nei neri vi sono qualità non spregevoli punto e che coltivate con giusto metodo, potrebbero arrecare frutti ben maggiori di quelli che giammai si sia supposto».
Contro i pregiudizi razziali si espresse Panceri anche in una sua relazione all'Istituto d'Incoraggiamento di Napoli, il 18 giugno 1874. La relazione riguardava due giovani pigmei della stirpe degli Akka che, acquistati da Giovanni Miani e destinati alla Società Geografica Italiana, erano stati condotti in Italia da Panceri, di ritorno dal suo secondo soggiorno in Egitto. Ospitati per un certo tempo a casa sua a Napoli, erano stati poi accompagnati a Roma per essere presentati al Re. In particolare, polemizzando con Georg August Schweinfurth, che nei suoi studi fisiologici e antropologici su un individuo della stessa etnia Akka ne aveva rilevato, generalizzando, una «marcata degradazione delle capacità intellettive» Panceri concluse la sua relazione affermando che «lungi gli Akka dall'essere l'anello di cui si andava in cerca tra l'uomo e le scimmie, sono di tale stirpe che educata con opportunità di metodo e di condizioni, non la cederebbe ad altre razze umane più nobili».

## Contributi scientifici

### Pubblicazioni
Lavori di anatomo-fisiologia della bioluminescenza
- Sulla natura della sostanza che rende fosforescente gli animali morti, in Boll. Ass. dei Nat. e Med. per la mutua istruzione, n. 8, Napoli, Stab. Tip. Angelo Trani, 1870,  pp. 124-128.[146]
- Intorno alla luce emanata dal grasso. Nota, in Rend. Acc. Sc. Fis. e Mat. Soc. R. Napoli, X, n. 4, Napoli, Stamp. Del Fibreno, 1871,  pp. 79-81.
- Intorno alla sede del movimento luminoso nelle meduse. Nota, in Rend. Acc. Sc. Fis. e Mat. Soc. R. Napoli, X, n. 8, Napoli, Stamp. Del Fibreno, 1871,  pp. 140-146.[147]
- Intorno ad un caso di sudore luminoso. Comunicazione, in Rend. Acc. Sc. Fis. e Mat. Soc. R. Napoli, X, n. 9, Napoli, Stamp. Del Fibreno, 1871,  pp. 188-190.
- Intorno alla natura della sostanza che rende fosforescenti gli animali morti. Nota, in Ann. Ch. Appl. alla Med., LIII, n. 3, Milano, Soc. Pubbl. Ann. Universali, 1871,  pp. 143-148.
- Gli organi luminosi e la luce delle Pennatule, Napoli, Stamp. Del Fibreno, 1871,  pp. 1-46, tav. 1.[148]
- Gli organi luminosi e la luce delle Pennatule. Sunto dell'Autore, in Rend. Acc. Sc. Fis. e Mat. Soc. R. Napoli, X, n. 10, Napoli, Stamp. Del Fibreno, 1871,  pp. 204-211.[149]
- Gli organi luminosi e la luce dei Pirosomi e delle Foladi, Napoli, Stamp. Del Fibreno, 1872,  pp. 1-51, tav. I-III.[150]
- Gli organi luminosi e la luce dei pirosomi. Sunto dell'Autore, in Rend. Acc. Sc. Fis. e Mat. Soc. R. Napoli, XI, n. 3, Napoli, Stamp. Del Fibreno, 1872,  pp. 43-49.[151]
- Gli organi luminosi e la luce dei Foladi. Sunto dell'Autore, in Rend. Acc. Sc. Fis. e Mat. Soc. R. Napoli, XI, n. 4, Napoli, Stamp. Del Fibreno, 1872,  pp. 83-88.[152]
- Intorno alla luce che emana dalle cellule nervose della Phylliroe bucephala, Pér., Napoli, Stamp. Del Fibreno, 1872,  pp. 1-12, tav. I.[153]
- Intorno alla luce che emana dalle cellule nervose della Phyllirhoe bucephala, Pér. Sunto dell'Autore, in Rend. Acc. Sc. Fis. e Mat. Soc. R. Napoli, XI, n. 4, Napoli, Stamp. Del Fibreno, 1872,  pp. 90-96.[154]
- Intorno ad un pennatulario fosforescente non per anco rinvenuto presso Napoli. Sunto dell'Autore, in Rend. Acc. Sc. Fis. e Mat. Soc. R. Napoli, XI, n. 4, Napoli, Stamp. Del Fibreno, 1872,  pp. 88-90.[155]
- Gli organi luminosi e la luce dei Beroidei, Napoli, Stamp. Del Fibreno, 1872,  pp. 1-15, tav. I.[156]
- Gli organi luminosi e la luce de' Beroidei. Sunto dell'Autore, in Rend. Acc. Sc. Fis. e Mat. Soc. R. Napoli, XI, n. 8, Napoli, Stamp. Del Fibreno, 1872,  pp. 172-178.
- Études sur la phosphorescence des animaux marins, in Ann. Sc. Nat. Zoologie et Paléontologie, XVI, Paris, Librairie G. Masson, 1872,  pp. 1-67, tav. 14, fig. 1-8.[157]
- La luce degli occhi delle farfalle, in Rend. Acc. Sc. Fis. e Mat. Soc. R. Napoli, XI, n. 10, Napoli, Stamp. Del Fibreno, 1872,  pp. 213-218.[158]
- !ritorno a due casi di Fosfuria, in Rend. Acc. Sc. Fis. e Mat. Soc. R. Napoli, XI, n. 11, Napoli, Stamp. Del Fibreno, 1872,  pp. 232-234.[159]
- Tentativi per discoprire se durante la fosforescenza de' Pirosomi e delle Foladi vi abbia aumento di temperatura, in Bull. Ass. dei Nat. e Med. per la mutua istruzione, III, Napoli, Stab. Tip. Angelo Trani, 1872,  pp. 73-79.[160]
- Intorno alla luce che emana dai nervi delle elitre delle Polynoe, in Rend. Acc. Sc. Fis. e Mat. Soc. R. Napoli, XIII, n. 10, Napoli, Stamp. Del Fibreno, 1874,  pp. 143-147.
- La luce e gli organi luminosi di alcuni anellidi, Napoli, Stamp. Del Fibreno, 1875,  pp. 1-19, tav. I-IV.[161]
- La luce e gli organi luminosi di alcuni anellidi. Sunto dell'Autore, in Rend. Acc. Sc. Fis. e Mat. Soc. R. Napoli, XIV, n. 1, Napoli, Stamp. Del Fibreno, 1875,  pp. 21-25.
- Intorno alla sede ed al movimento luminoso nelle Campanularie, Napoli, Tip. R. Acc. Sc. Fis. e Mat., 1876,  pp. 1-6, tav. I.[162]
- Intorno alla sede ed al movimento luminoso nelle Campanularie. Sunto dell'Autore, in Rend. Acc. Sc. Fis. e Mat. Soc. R. Napoli, XV, n. 9, Napoli, Tip. R. Acc. Sc. Fis. e Mat., 1876,  pp. 193-195.

Lavori di anatomia comparata dei vertebrati e su altri gruppi animali
- Studj sull'anatomia della giraffa. Rapporto del Dott. Paolo Panceri al Professore nobile G. Balsamo Crivelli M.E., in Atti I. R. Ist, Lombardo Sc., Let. e Arti, I, Milano, 1858,  pp. 348-351, tav. I.
- (in collaborazione con Emilio Cornalia), Osservazioni zoologico-anatomiche sopra un nuovo genere di Crostacei isopodi sedentarii (Gyge branchialis), in Mem. R. Acc. delle Sc. di Torino, XIX (II), Torino, Stamperia Reale, 1858,  pp. 85-111, tav. I-II.
- Prelazione al Corso d'Anatomia Comparata nella R. Università di Pavia, in Annali universali di medicina, CLXXVI=XL (IV), n. 527, Milano, Soc. Pubbl. Annali Universali, 1861,  pp. 268-283.
- Della epidemia nei Gamberi, in Il Politecnico, X, Milano, L. Pirola, 1861,  pp. 720-722.
- Sulle vaginicole parassite dei gamberi comuni, in Atti Soc. It. Sc. Nat., III, Milano, Tip. Bernardoni, 1861,  pp. 537-538, tav. IX.
- Lettura sul Corallo. Programma e dati statistici, Napoli, 1865,  pp. 1-4.
- Sulla fecondazione artificiale e sulla entrata degli spermatozoi nelle uova del Branchiostoma, in Rend. Acc. Sc. Fis. e Mat. Soc. R. Napoli, VI, n. 12, Napoli, Stamp. Del Fibreno, 1867,  pp. 397-398.
- Nuovo genere di polipi actinidarii, in Rend. Acc. Sc. Fis. e Mat. Soc. R. Napoli, VII, n. 2, Napoli, Stamp. Del Fibreno, 1868,  pp. 30-32.
- Gli Axolotl recati per la prima volta in Napoli, in Rend. Acc. Sc. Fis. e Mat. Soc. R. Napoli, VII, n. 3, Napoli, Stamp. Del Fibreno, 1868,  pp. 50-51.
- Esperienze sopra il veleno della Lycosa tarantula (PDF), in Rend. Acc. Pontaniana, Napoli, Stamp. della R. Università, 1868,  pp. 1-8.
- Intorno a due nuovi polipi Cladactis costa ed Halcampa claparedii, Napoli, Stamp. Del Fibreno, 1869,  pp. 1-11, tav. I.[163]
- Intorno agli Axolotl cresciuti nell'Orto Botanico, in Rend. Acc. Sc. Fis. e Mat. Soc. R. Napoli, VIII, n. 9, Napoli, Stamp. Del Fibreno, 1868,  pp. 147-148.
- Nota Intorno agli Axolotl che fa seguito all'altra pubblicata nel Rendiconto del mese di settembre scorso, in Rend. Acc. Sc. Fis. e Mat. Soc. R. Napoli, VIII, n. 11, Napoli, Stamp. Del Fibreno, 1868,  pp. 167-168.
- Intorno ad una forma non per anco notata ne' Zooidi delle Pennatule, in Rend. Acc. Sc. Fis. e Mat. Soc. R. Napoli, IX, n. 2, Napoli, Stamp. Del Fibreno, 1870,  pp. 23-28.
- Intorno alla metamorfosi degli Axolotl e degli altri animali che come questi presentano doppia forma sessuale, in Boll. Ass. dei Med. e Nat., Napoli, 1870,  pp. 12-15.
- Intorno a due Pennatularii, l'uno non per anco trovato nel Mediterraneo, l'altro nuovo nel nostro golfo, in Rend. Acc. Sc. Fis. e Mat. Soc. R. Napoli, X, n. 6, Napoli, Stamp. Del Fibreno, 1871,  pp. 113-115.[164]
- Intorno alla disposizione ed allo sviluppo delle glandole molari del dromedario, in Ann. Museo Civ. St. Nat. di Genova, IV, Genova, Tip. R. Ist. Sordo-Muti, 1873,  pp. 269-274, tav. IV.
- (In collaborazione con Francesco Gasco), Esperienze intorno agli effetti del veleno della Naja egiziana e della Ceraste. Sunto degli Autori, in Rend. Acc. Sc. Fis. e Mat. Soc. R. Napoli, XII, n. 10, Napoli, Stamp. Del Fibreno, 1873,  pp. 125-128.
- (In collaborazione con Francesco Gasco), Intorno alla resistenza che l'Icneumone cd alcuni altri carnivori oppongono al veleno dei serpenti, coll'aggiunta di esperimenti dimostranti l'azione funesta del veleno della Mygale olivacea, in Rend. Acc. Sc. Fis. e Mat. Soc. R. Napoli, XIII, n. 7, Napoli, Stamp. Del Fibreno, 1874,  pp. 102-109.
- Intorno ad un caso di fecondità della Mula, coll'aggiunta di considerazioni intorno agli Ibridi del genere Equus, in Atti R. Ist. d'Incoraggiamento alle Sc. Nat. Econ. e Tecn. di Napoli, XI (II), Napoli, Tip. Comm. G Nobile, 1874,  pp. 47-54.
- Cetacei, in Enciclopedia medica, II, Milano, Francesco Vallardi, 1871,  pp. 723-727.
- (In collaborazione con Francesco Gasco), Esperienze intorno agli effetti del veleno della Naja egiziana e della Ceraste, in Atti Acc. Sc. Fis. e Mat. Soc. R. Napoli, VI, n. 7, Napoli, Tip. R. Acc. Sc. Fis. e Mat., 1875,  pp. 1-25.
- Catalogo degli Anellidi, Gefirei e Turbellarie d'Italia., in Atti Soc. It. Sc. Nat., XVIII, II, fogli 7-15, Milano, Tip. Giuseppe Bernardoni, 1875,  pp. 201-253.

Lavori di malacologia
- Ricerche sullo sviluppo dei Pettinibranchi, di J. Koren e D. C. Danielssen, in Giorn. di Malac., I, I, Pavia, Tip. F.lli Fusi, 1853,  pp. 9-11.
- Differenze anatomiche fra l'H. pomatia L. e l'H. lucorum Müller, in Giorn. di Malac., I, n. 2, Pavia, Tip. F.lli Fusi, 1853,  pp. 30-33.
- Dell'ectocotile, in Giorn. di Malac., I, 5, 9, Pavia, Tip. F.lli Fusi, 1853,  pp. 72-75 e 138-141.
- Ulteriori ricerche sullo sviluppo dei Pettinibranchi, in Giorn. di Malac., II, n. 1, Pavia, Tip. F.lli Fusi, 1854,  pp. 1-3.
- (in collaborazione con Sebastiano De Luca), Ricerche sulla saliva e sugli organi salivali del Dolium galea, in Rend. Acc. Sc. Fis. e Mat. Soc. R. Napoli, VI, n. 8, Napoli, Stamp. Del Fibreno, 1867,  pp. 212-216.[165]
- (in collaborazione con Sebastiano De Luca), Ricerche sulla saliva e sugli organi salivali del Dolium galea e di altri molluschi, in Rend. Acc. Sc. Fis. e Mat. Soc. R. Napoli, VI, n. 9, Napoli, Stamp. Del Fibreno, 1867,  pp. 266-268.[166]
- Sulla presenza dell'acido solforico nella saliva di alcuni molluschi, in Il Nuovo Cimento, XXVII, n. 1, Pisa, Tip. Pieraccini, 1867,  pp. 17-21.
- Ricerche sugli organi che nei Gasteropodi segregano l'acido solforico, in Rend. Acc. Sc. Fis. e Mat. Soc. R. Napoli, VII, n. 4, Napoli, Stamp. Del Fibreno, 1868,  pp. 80-91.[167]
- Gli organi e la secrezione dell'acido solforico nei Gasteropodi con un'appendice relativa ad altre glandole dei medesimi, Napoli, Stamp. Del Fibreno, 1869,  pp. 1-56, tav. I-IV.[168]
- Intorno alle cellule olfattive della Carinaria mediterranea, in Boll. Ass. dei Med. e Nat. per la mutua istruzione, II, Napoli, Stab. Tip. Angelo Trani, 1871,  pp. 83-87, tav. I.

Lavori di elmintologia
- (in collaborazione con René Edouard Claparède), Nota sopra un Alciopide parassita della Cydippe densa Forsk, in Mem. Soc. It. Sc. Nat. e Museo Civ. Sc. Nat. Milano, III, n. 3, Milano, Tip. Giuseppe Bernardoni, 1867,  pp. 1-6, tav. I.
- Due fatti relativi ai Cestodi, in Rend. Acc. Sc. Fis. e Mat. Soc. R. Napoli, VII, n. 2, Napoli, Stamp. Del Fibreno, 1868,  pp. 32-34.
- Altre larve di Alciopide (Rhynconereella) parassite della Cydippe densa, Forsk, in Rend. Acc. Sc. Fis. e Mat. Soc. R. Napoli, VII, n. 3, Napoli, Stamp. Del Fibreno, 1868,  pp. 52-54.
- Osservazioni intorno a nuove forme di vermi nematodi marini. Sunto dell'Autore, in Rend. Acc. Sc. Fis. e Mat. Soc. R. Napoli, XV, n. 11, Napoli, Tip. R. Acc. Sc. Fis. e Mat., 1876,  p. 225.
- Osservazioni intorno a nuove forme di vermi nematodi marini, in Atti Acc. Sc. Fis. e Mat. Soc. R. Napoli, VII, n. 10, Napoli, Tip. R. Acc. Sc. Fis. e Mat., 1878,  pp. 1-10, tav. I.

Lavori di ittiologia
- Notizie sopra il siluro elettrico, in Annali universali di medicina, CLXV=XXIX (IV), n. 494-495, Milano, Soc. Pubbl. Annali Universali, 1858,  pp. 489-504.
- Nota intorno ai pesci elettrici, in Annali universali di medicina, CLXVII=XXXI (IV), n. 499, Milano, Soc. Pubbl. Annali Universali, 1859,  pp. 102-106.
- Circa particolari appendici delle branchie della Cephaloptera giorna, M. H., in Rend. Acc. Sc. Fis. e Mat. Soc. R. Napoli, VI, n. 10, Napoli, Stamp. Del Fibreno, 1867,  pp. 298-302.
- (In collaborazione con Leone De Sanctis), Sopra alcuni organi della Cephaloptera giorna, Napoli, Stamp. della R. Università, 1869,  pp. 1-40, tav. I-III.[169]
- Intorno all'albinismo del Clarias anguillaris, in Rend. Acc. Sc. Fis. e Mat. Soc. R. Napoli, XII, n. 9, Napoli, Stamp. Del Fibreno, 1873,  pp. 110-114.
- Intorno alla speciale forma che presentano gli organi maschili del Clarias Anguillaris, in Ann. Museo Civ. St. Nat. di Genova, VI, Genova, Tip. R. Ist. Sordo-Muti, 1874,  pp. 361-3654, tav. XIII.

Lavori vari
- Dell'apparecchio respiratorio. Dissertazione inaugurale che presentava Panceri Paolo di Milano per ottenere la Laurea dottorale in medicina nella I. R. Università di Pavia, Pavia, Tip. F.lli Fusi, 1856,  pp. 1-39.
- Del coloramento dell'albume d'uovo di gallina e dei crittogami che crescono nelle uova, in Atti Soc. It. Sc. Nat., II, n. 3, Milano, Tip. Bernardoni, 1861,  pp. 271-285, tav. IX.
- Catalogo sistematico del Gabinetto di Anatomia Comparata nella R. Università degli Studi di Napoli, Napoli, Stap. del Fibreno, 1868,  pp. 1-105.
- Elogio di Oronzio Gabriele Costa, in Rend. Acc. Pontaniana, Napoli, Stamp. della R. Università, 1868,  pp. 1-20.
- L'Università di Napoli. Studj storico-critici, in Cuore e mente, I, n. 16-25, Napoli, 1868,  pp. 123-127, 129-133, 137-139, 148-150, 156-159, 171-173, 181-182, 188-190 e 196-198.
- (in collaborazione con Leone De Sanctis), Anatomia comparata. Catalogo sistematico del Gabinetto della Regia Università degli Studi di Napoli., Napoli, Stamperia del Fibbreno, 1868,  pp. 1-108.
- La mummia peruviana del Museo nazionale di Napoli, in Atti. Acc. Pontaniana, IX, Napoli, Stamp. della R. Università, 1871,  pp. 267-273, tav. I.
- Anatomia comparata, in Enciclopedia medica, I, Milano, Francesco Vallardi, 1871,  pp. 1054-1057.
- (in collaborazione con Pietro Pavesi), Supplemento primo ad Anatomia comparata. Catalogo sistematico del Gabinetto della Regia Università degli Studi di Napoli, Napoli, Stamperia del Fibbreno, 1872,  pp. 1-63.
- Intorno ad alcune crittogame osservate nell'uovo dello struzzo. Sunto dell'Autore, in Rend. Acc. Sc. Fis. e Mat. Soc. R. Napoli, XII, n. 6, Napoli, Stamp. Del Fibreno, 1873,  p. 68.
- Intorno ai due Akka condotti in Italia nel maggio, in Atti R. Ist. d'Incoraggiamento alle Sc. Nat. Econ. e Tecn. di Napoli, XI (II), Napoli, Tip. Comm. G Nobile, 1874,  pp. 59-65.
- Lettera al prof. P. Mantegazza. - (La frequenza della sutura frontale negli Arabi Egiziani. - Le operazioni che nell'Africa orientale si praticano sugli organi genitali. - Pensieri intorno alla perfettibilità dei Neri)., in Arch. Antropol. e Etnol., III, Firenze, Stabilimento Tip. Lit. ed Elettro-Galv. G. Pellas, 1874,  pp. 353-372, tav. I.
- Intorno ad alcune crittogame osservate nell'uovo dello struzzo, in Atti Acc. Sc. Fis. e Mat. Soc. R. Napoli, VI, n. 5, Napoli, Tip. R. Acc. Sc. Fis. e Mat., 1875,  pp. 1-3, tav. I.
- Speranze nell'avvenire delle scienze naturali. Discorso inaugurale all'anno 1875-76, in R. Università di Napoli, Napoli, 1875,  pp. 1-31.[170]

Pubblicazioni postume
- (In collaborazione con Francesco Gasco), Supplemento Il al Catalogo sistematico del Gabinetto di Anatomia comparata della Università di Napoli, Napoli, Tip. Acc. R. Scienze, 1877,  pp. 1-55.

### Conferenze e letture pubbliche
- Il Corallo considerato come specie animale e come prodotto industriale, in L'Esposizione internazionale marittima, 7, 10, 14, Napoli, 1871,  pp. 50-52, 73-75, 105-109.
- Società Geografica Italiana, Da Napoli all'equatore, La spedizione italiana nell'Africa equatoriale, Napoli, 6 febbraio 1876.
- Sulle razze umane e sulla vita e perfettibilità della razza nera, Napoli, 4 giugno 1876.
- Circolo Filologico, La luce negli animali, Conferenze al Circolo Filologico, Napoli, 28 febbraio 1877.
- Società Zoofila, Il baco da seta, Conferenza alla Società Zoofila, Napoli, 4 marzo 1877.